# Theobald von Bethmann Hollweg

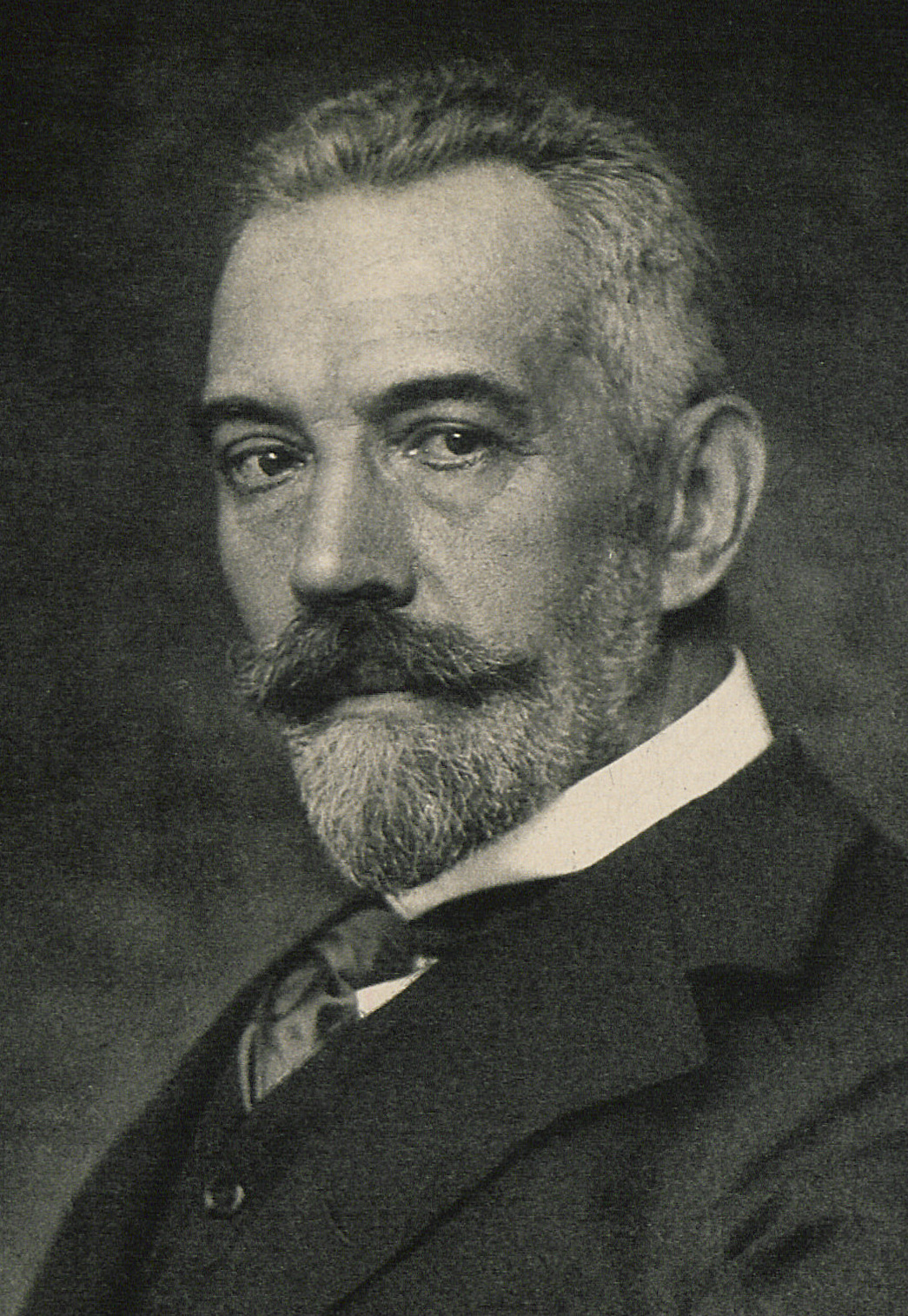
Theobald von Bethmann Hollweg (1913)

Theobald Theodor Friedrich Alfred von Bethmann Hollweg (* 29. November 1856 in Hohenfinow, Provinz Brandenburg; † 2. Januar 1921 ebenda) war ein deutscher Politiker in der Zeit des Kaiserreichs. Seine Karriere begann als Verwaltungsbeamter und gipfelte in der Amtszeit als Reichskanzler von 1909 bis 1917.
Theobald von Bethmann Hollweg vertrat liberale Auffassungen und stand der Fortschrittlichen Volkspartei nahe. Er bemühte sich als überparteilicher Kanzler um einen Ausgleich zwischen Sozialdemokratie und Konservatismus (Politik der Diagonalen, Burgfriedenspolitik). Dieses Ansinnen brachte ihm Lob, aber vor allem Kritik beider Seiten ein. Seine Rolle beim Beginn des Ersten Weltkrieges ist umstritten. 1914/15 trat er dem extremen Annexionismus rechtsgerichteter Kreise entgegen, verfolgte aber auch selbst weitreichende Kriegsziele. 1916/17 bemühte er sich um einen „Verständigungsfrieden“ auf der Basis einer gestärkten deutschen Machtposition. Ein Konflikt mit der 3. Obersten Heeresleitung (Paul von Hindenburg und Erich Ludendorff) führte am 13. Juli 1917 zu seiner Entlassung (Nachfolger wurde Georg Michaelis). Seine ethischen Werthaltungen und seine fortschrittliche Grundhaltung als Leitlinie der Politik beeinflussten den SeSiSo-Club, den Solf-Kreis und den Kreisauer Kreis. Dank seiner Kontakte zur SPD fand diese zeitweise eine gewisse Akzeptanz im Bürgertum.

## Leben

### Jugend

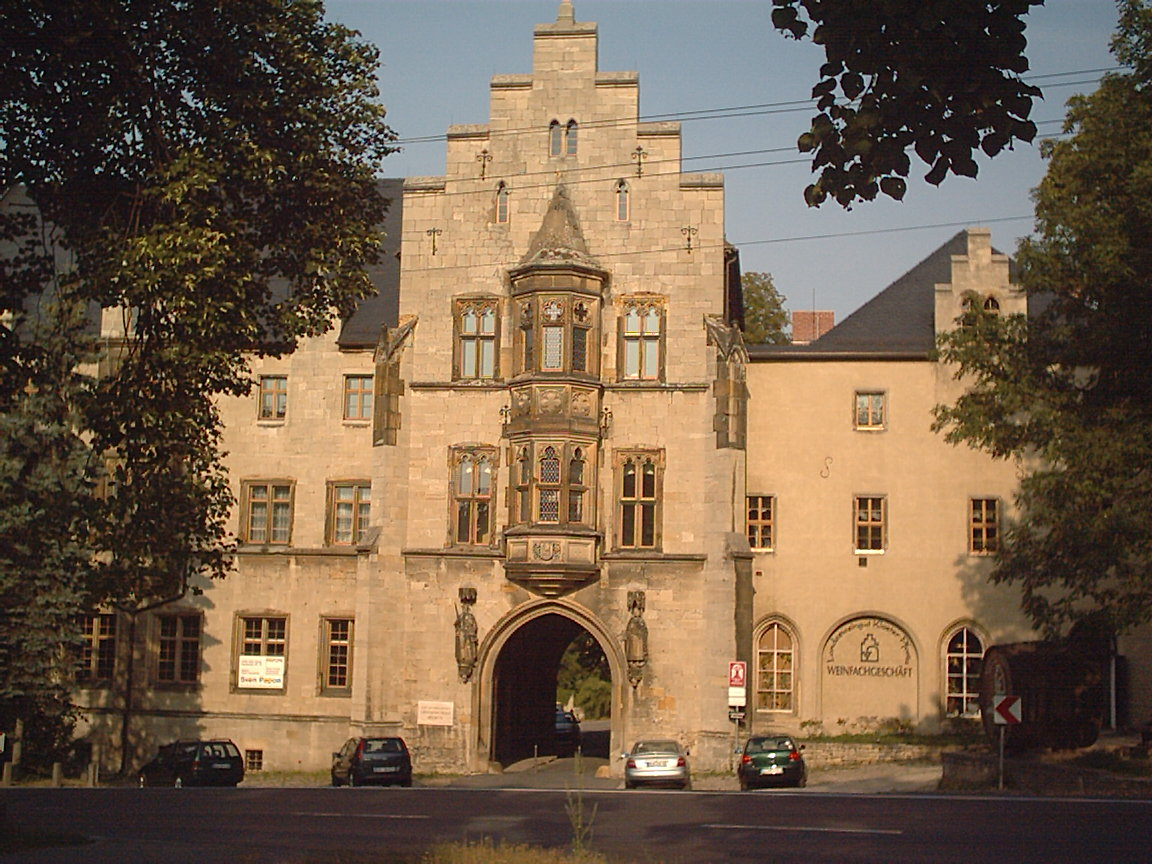
Landesschule Pforta

Theobald von Bethmann Hollweg wuchs in Hohenfinow in der Provinz Brandenburg auf, wohin seine Familie 1855 gezogen war. Theobalds erster Unterricht erfolgte durch Erzieherinnen und Hauslehrer. Die Erziehungsziele des Vaters Felix von Bethmann Hollweg waren Härte gegen sich selbst, Willenskraft, Treue und Pflichterfüllung. Dies spiegelte sich in den allgemeinen Lebensumständen Theobalds in Hohenfinow wider. Sein älterer Bruder Max verließ 1884 im Streit mit dem Vater Brandenburg, um nach Amerika auszuwandern, wo er noch vor der Jahrhundertwende in schlechten Verhältnissen verstarb.
Eine willkommene Abwechslung vom tristen, provinziellen Alltag war für die Söhne der alljährliche Besuch bei ihren Tanten, den Schwestern der weltgewandten Mutter, in Paris. Dort konnte Theobald frühzeitig die europäische Umwelt kennenlernen und mögliche Vorurteile bezüglich des vermeintlichen „Erbfeindes“ ablegen. Dazu kam ein besonders inniges Verhältnis zum Großvater, Moritz August von Bethmann Hollweg, der, von Burg Rheineck kommend, bei seinen Besuchen in Hohenfinow mit seinem Enkel sprach, spielte und las. Moritz August von Bethmann Hollweg hatte in der Zeit des Vormärz eine gemäßigt konservative Politik betrieben und war – im Gegensatz zu seinem Sohn Felix, dem Vater Theobalds – liberalen Gedanken nicht verschlossen (siehe auch: Bethmann (Familie)). Sein Enkelsohn zeichnete sich durch eine überdurchschnittliche musische Begabung aus, die er im Klavierspiel unter Beweis stellte.
1869 trat er als Untertertianer in die Königliche Landesschule Pforta ein, wo er 1875 als Klassenbester und Primus Omnium die Reifeprüfung abschloss. Seine Abschlussarbeit behandelt Die ‚Perser‘ von Äschylus vom Standpunkt der Poetik des Aristoteles betrachtet. Er verfasste sie, wie an altsprachlichen Gymnasien üblich, in lateinischer Sprache. Später äußerte sich Bethmann Hollweg dahingehend, dass er „nie so wie damals das Gefühl geistiger Überlastung“ gehabt habe. Aus diesen harten Schulerlebnissen erwuchs seine Kritik an der „Lehrmeisterin Geschichte“ und einer rückwärtsorientierten, weltfremden Einstellung. Gleichzeitig verdanke er Schulpforta „eine selbstständige Urteilsbildung“.
Bei seinen Klassenkameraden war er wegen eines gewissen Maßes an geistigem Hochmut eher geduldet als geschätzt. Seine beiden einzigen Schulfreunde, Karl Lamprecht und Wolfgang von Oettingen, behielt Bethmann Hollweg aber bis zum Tod. Für die bestandene Abschlussprüfung schenkte sein Großvater ihm eine mehrmonatige Italien-Reise. Über diese schrieb er an seinen Freund Oettingen:

„Der köstlichste Gewinn, den eine Reise nach Rom bringt, ist der, dass man vor der Großartigkeit der Geschichte und der Natur die Sentimentalität etwas unterdrücken lernt.“

### Studium

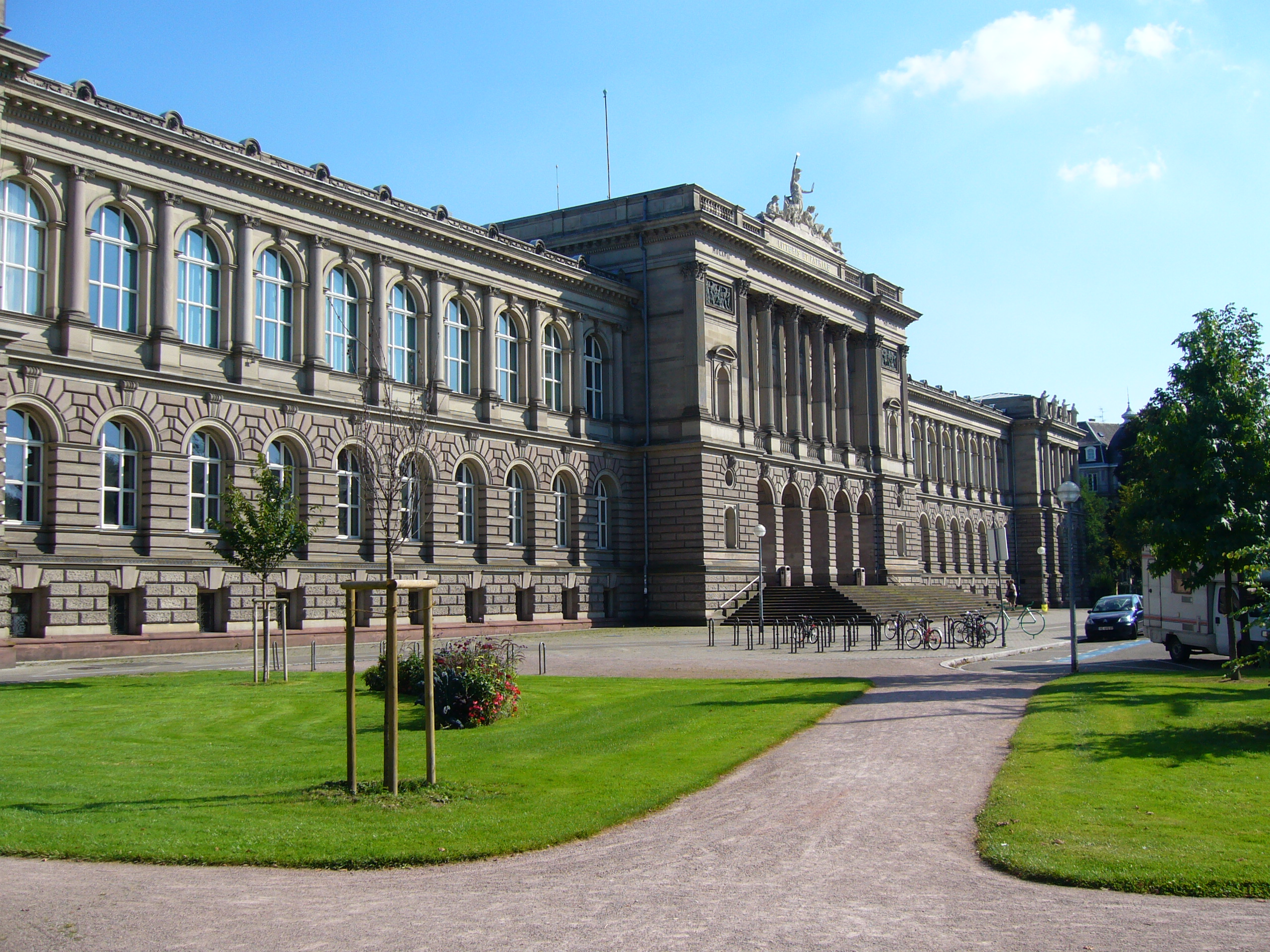
Universität Straßburg

Im Anschluss an die Reise begann er ein Studium der Rechtswissenschaften in Straßburg, die nächste Station seiner Ausbildung war 1876 die Universität Leipzig. Nach seinem Dienst als Einjährig-Freiwilliger in Berlin fühlte er sich „faul und apathisch“, lebte in den Tag hinein und fand seinen jugendlichen Idealismus „verdammt fadenscheinig“.
Nach dem gescheiterten zweiten Attentat auf Kaiser Wilhelm I. am 2. Juni 1878 schrieb er, er sei von seinem utopischen Ideal „der Auflösung des einzelnen Vaterlandes in einen allgemeinen Weltbrei für immer geheilt“. Doch trotz seines Protests gegen die „niederträchtigen sozialistischen Bestrebungen“ ordnete er sich nicht einer der bestehenden politischen Richtungen zu. In gleichem Maße verurteilte er „doktrinär liberale Bemühungen“, die „unglaublich dummen Reaktionäre“ und die „selbsternannten Kreuzzeitungsritter“. Die sich herauszeichnende politische Linie war die der Mitte, des Kompromisses zwischen nicht-revolutionärer Sozialdemokratie und monarchistischem Konservatismus.
An der Friedrich-Wilhelms-Universität Berlin legte Bethmann Hollweg seine Abschlussprüfung ab. Sein Lehrmeister dort war Rudolf von Gneist. Sein Studium in der Hauptstadt erfolgte sicher nicht aus patriotischen Gründen: Bethmann Hollweg wollte schon bald so schnell wie möglich „zurück an den Rhein“. Jedoch blieb er in Berlin und arbeitete als Referendar am Amtsgericht Berlin I. Er las viel, vornehmlich auf Englisch und Französisch, und diskutierte mit seinen Studienfreunden. Doch er selbst beurteilte seinen gesellschaftlichen Verkehr „als Fehler meiner Schwerfälligkeit“ als beschränkt und bekannte, dass man „wohl in aller Ewigkeit ein langweiliger Kerl bleibt“. Entgegen dem Trend der Zeit schloss er sich keiner Studentenverbindung an.
Seiner Liebe zur Jagd folgend, reiste er 1879 in die Karpaten, nachdem er sich zuvor doch noch entschlossen hatte, das preußische Offizierspatent zu erwerben. Bethmann Hollweg besuchte Wien und Budapest und schrieb an Oettingen: „Fremdes Land und fremde Sitten, wie köstlich ist das für uns nordische Biber“. Darin wird deutlich, dass Bethmann Hollweg stets den Blick über den Horizont des deutschen Nationalstaates hinaus richtete. Er befasste sich mit anderen Völkern, und seine Fremdsprachenkenntnisse waren für einen preußischen Referendar nicht der Normalfall. Im Oktober 1880 kam der Jurist ans Amtsgericht Frankfurt (Oder).

### Verwaltungsbeamter

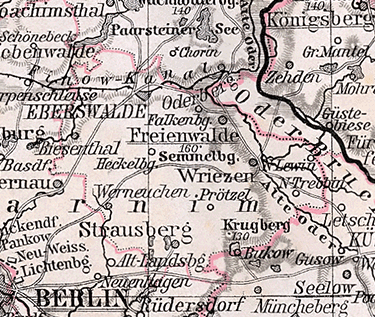
Karte des Landkreises Oberbarnim

1882 trat Bethmann Hollweg zur Bezirksregierung Frankfurt (Oder) über, bevor er zu seinem Vater ans Landratsamt nach Freienwalde wechselte. 1884 legte er in Frankfurt die Assessorprüfung „mit Auszeichnung“ ab. Seine Amtseinführung als königlicher Regierungsassessor erfolgte am 10. Dezember 1884. Im Jahr darauf ging Bethmann Hollweg zur brandenburgischen Provinzialregierung nach Potsdam. Bereits Mitte 1885 wünschte Felix von Bethmann Hollweg seinen Landratsposten im Landkreis Oberbarnim aufzugeben, weshalb der Sohn zunächst interimistisch, am 20. Januar 1886 aber durch seine offizielle Ernennung das Amt übernahm. Mit nur 29 Jahren wurde Bethmann Hollweg zum jüngsten Landrat der Provinz Brandenburg.

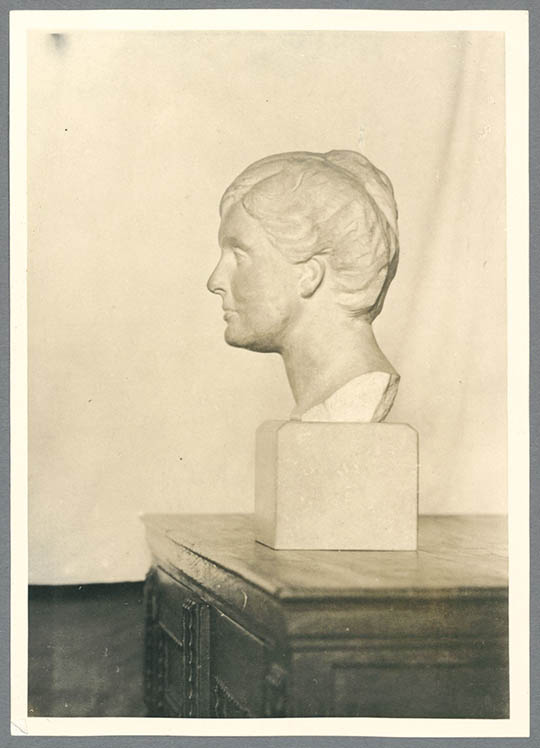
Martha von Bethmann Hollweg. Büste von Georg Kolbe, 1910

Am 17. Juni 1889 heiratete er Martha von Pfuel (* 21. April 1865; † 11. Mai 1914), eine Tochter des Hauptritterschaftsdirektors Gustav von Pfuel auf Schloss Wilkendorf (bei Strausberg). Die Heirat der Enkelin des preußischen Ministerpräsidenten Ernst von Pfuel stellt gleichzeitig ein Symbol für die Akklimatisierung Bethmann Hollwegs im „schwerfälligen Osten“ dar. Bethmann Hollweg hatte wegen seiner westdeutschen, bürgerlichen Abstammung lange Zeit als „Frankfurter Bankiersspross“ gegolten, was in den Kreisen des konservativen Adels als Makel gesehen wurde. Der Ehe entsprossen vier Kinder (eines starb früh). Laut Gerhard von Mutius (Bethmann Hollwegs Vetter) „war und blieb er in allen Phasen seines Lebens ein einsamer Mensch. Er war weder pädagogisch noch spielerisch genug, um sich dem Familienleben hinzugeben“. Sein ältester Sohn August Friedrich (* 4. Juni 1890) fiel am 9. Dezember 1914 an der Ostfront. Die Tochter Isa (1894–1967) heiratete 1915 den Diplomaten Julius von Zech-Burkersroda.
Er übte das Amt des Landrates mit größter Genauigkeit und beherztem Engagement aus. War sein Vater noch im Stil des preußischen Junkertums verfahren, zog mit dem ausgebildeten Juristen ein neues Amtsverständnis ein: Er fuhr selbst auf die Dörfer, sprach nicht nur mit Gutsherren, sondern auch mit deren Arbeitern, überprüfte die jährlichen Investitionen. Als Repräsentant des preußischen Königs ließ Bethmann Hollweg große Gerechtigkeit walten. Seine Arbeit beruhte auf dem Prinzip der freiwilligen Mitwirkung der Bürger, weniger auf autoritären Anweisungen. Das ausgeprägte Gefühl für seine „Schutzbefohlenen“ machte ihn zu einem der fortschrittlichsten Landräte seiner Zeit.
1890 stellten Konservative, Nationalliberale und Freikonservative Bethmann Hollweg als gemeinsamen Kandidaten für die Reichstagswahl 1890 auf. Damit trat er politisch in die Fußstapfen seines Vaters Felix, der seinem zögernden Sohn zur Kandidatur geraten hatte. Mit einer Mehrheit von nur einer Stimme war die Kandidatur erfolgreich; Proteste der gegnerischen Kandidaten wegen mutmaßlicher Unregelmäßigkeiten sorgten aber für eine Neuwahl, bei der der freikonservative Landrat nicht mehr teilnahm. Damit war die kurze Episode Bethmann Hollwegs als Parteipolitiker beendet. Zeit seines Lebens blieb ihm das Parteiwesen unsympathisch.
Nach zehn Jahren Landratszeit erfolgte 1896 seine Beförderung zum Oberpräsidialrat im Oberregierungspräsidum Potsdam. Am 1. Juli 1899 wurde er zum Regierungspräsidenten in Bromberg ernannt. Nur drei Monate später war Theobald von Bethmann Hollweg mit 43 Jahren als jüngster Oberpräsident Preußens an die Spitze der Provinz Brandenburg aufgestiegen. Dieser schnelle berufliche Erfolg war durch mehrere Faktoren ermöglicht worden: Einerseits durch sein eigenes Talent in staatsmännischen Tätigkeiten, dann durch das Prestige des Großvaters und andererseits durch die Fürsprache des Reichskanzlers Chlodwig zu Hohenlohe-Schillingsfürst, der den Aufstieg des jungen Oberpräsidenten seit einiger Zeit beobachtet hatte.
An der Spitze einer der bedeutendsten Provinzen des Königreichs boten sich für Bethmann Hollweg nun ganz neue Möglichkeiten gesellschaftlicher Kontaktaufnahme. Die rasante Entwicklung der Weltstadt Berlin warf für ihn komplexe Fragen der neuen Industriegesellschaft auf. Nannten ihn seine Zeitgenossen einen „geborenen Oberpräsidenten“, fühlte sich Bethmann Hollweg selbst deplatziert: Er fluchte in goethe’scher Manier über das „geschäftige Nichtstun“ der „Narren, Philister und Schelme von Beamten“. Zudem nahm er den Briefverkehr mit seinem Freund Oettingen nach beinahe fünfzehnjähriger Unterbrechung wieder auf. Ohne dass ein besonderer Grund vorlag, waren sich Oettingen und Bethmann Hollweg einander fremd geworden. Letzterer hatte in dieser Zeit unter der beruflichen Pflichterfüllung seine sozialen Kontakte vernachlässigt. 1901 machte er jedoch einen Schritt zur Wiederaufnahme der Beziehung und schrieb an Oettingen:

„Ich bin ein Mensch, der der Fülle der ihm gestellten Aufgaben nie gewachsen war, der darin zu einem oberflächlichen und darum unbefriedigten Dilettanten geworden ist, und dem trotzdem Stellung über Stellung restlos zugeflogen ist. […] Wann wird sich bei mir der Neid der Götter offenbaren, oder verbüße ich meine Schuld dadurch, dass ich das unverdiente Glück nicht voll und rein genießen kann? Dass ich das Verhältnis zwischen Kraft und Pflicht täglich peinigend erlebe?“

Oberpräsident Bethmann Hollweg orientierte sich an den Entwicklungen im europäischen Ausland: Als „preußischer Kosmopolit“ weilte er 1904 in Paris. Zuvor hatte er sich in London als Gast Paul Metternichs fortgebildet: In Berlin stand die Eingemeindung von Vororten auf der Tagesordnung und Bethmann Hollweg nahm sich für diese Aufgabe den Stadtverband Groß-London zum Vorbild.

### Preußischer Innenminister

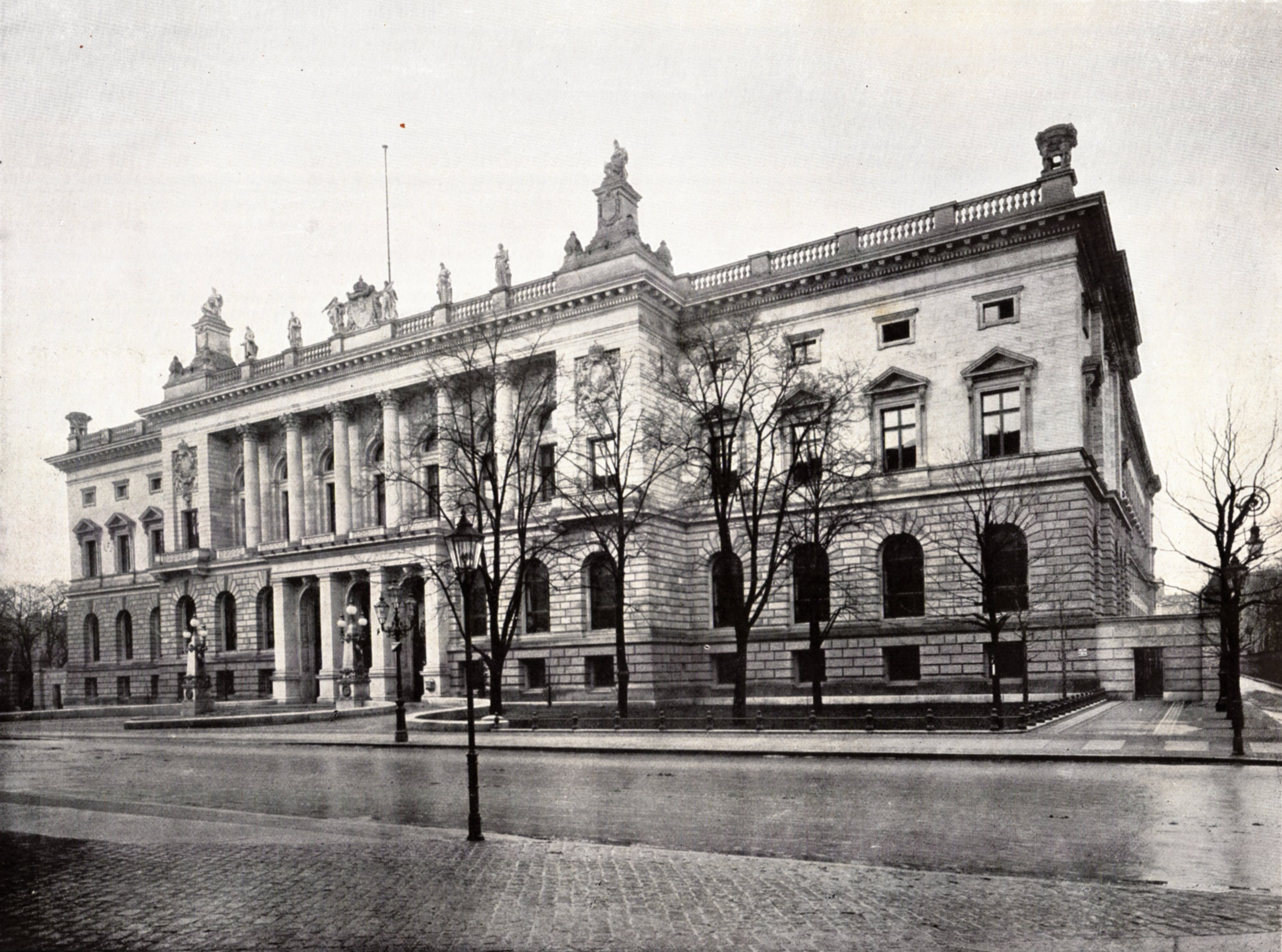
Preußischer Landtag

Am 21. März 1905 erfolgte die Ernennung Bethmann Hollwegs zum preußischen Minister des Innern und damit der endgültige Aufstieg in die Politik. Bethmann Hollweg nahm die Aufgabe nur widerwillig an, da er Ansichten vertrete, die „in den preußischen Schematismus nicht hineinpassen“. Die Ernennung war vor allem bei den Konservativen umstritten. Ernst von Heydebrand schrieb: „Als Minister des Innern brauchen wir einen Mann mit fester Hand und Rückgrat. […] Statt eines Mannes geben Sie uns einen Philosophen.“ Nach Zeugnis Bernhard von Bülows ging Heydebrand sogar noch weiter: „Der Mann ist mir zu klug.“ Für Sozialdemokraten und Radikalliberale war er nur ein weiterer Vertreter des verhassten Obrigkeitsstaates, weshalb ihn auch die linke Seite mit Reserviertheit betrachtete. So machte sich bereits zu Anfang die parteipolitische Heimatlosigkeit Bethmann Hollwegs bemerkbar.
Als bedeutende Aufgabe setzte er sich, die Gegensätze der politischen Interessen durch Kompromisse zu überwinden, da er das langsame Auseinanderdriften der wilhelminischen Gesellschaft in immer nationalistischer, militaristischer werdende Rechte und immer radikaler, republikanischer werdende Linke früh feststellte. Er versuchte auch in Zukunft einen außen- wie innenpolitisch versöhnlichen Kurs zu steuern. Er wollte, wie er selbst oft sagte, eine „Politik der Diagonale“ zwischen den konservativen und den liberalradikalen Strömungen finden. An den damals neu ernannten Chef der Reichskanzlei Friedrich Wilhelm von Loebell schrieb er:

„Die zu versöhnenden Elemente haben keinerlei innerliches Verhältnis für die gegenseitigen politischen Anschauungen mehr. Sie stehen einander gegenüber wie die Glieder verschiedener Welten. Hoffentlich glückt es Ihnen, ausgleichend zu wirken, denn ohne allmähliche Assimilierung kommen wir zu ganz unhaltbaren Zuständen.“

So richtete sich sein Blick als Politiker früh auf die Verpflichtung der SPD auf das bestehende Staatsgefüge. In seiner Antrittsrede im preußischen Abgeordnetenhaus vom 6. April 1905 nahm er in diesem Sinne Stellung zum Antrag der Linken auf Schaffung eines Volkswohlfahrtsamtes. Dabei bezeichnete er die Volkswohlfahrtspflege als „wichtigste und ernsteste Aufgabe der Gegenwart“. Die „Beförderung nationaler Volkskultur“ habe den Kern jeder staatlichen Tätigkeit zu bilden und zur „Veredelung der Vergnügungen“ der Menschen beizutragen. Gleichzeitig wandte er sich eindrucksvoll gegen politische, religiöse und soziale Ressentiments, indem er den Abgeordneten (unter großem Beifall der Linken und Nationalliberalen) das Seneca-Zitat zurief: „Nihil humani a me alienum puto“ (Deutsch: „Nichts Menschliches halte ich mir fremd.“). Er schöpfe Vertrauen in die „Entwicklungsfähigkeit menschlicher Art“ und freue sich, dass das „Kulturbedürfnis der Bürger auch in den unteren Schichten“ ständig steige. Bethmann Hollweg versprach, den Antrag gründlich und wohlwollend zu prüfen, und wies darauf hin, dass die „Befreiung von bürokratischen Fesseln nur bei freier Teilnahme aller Volkskreise“ möglich sei.
Für einen preußischen Innenminister waren diese Klänge ungewöhnlich. Das Berliner Tageblatt schrieb 1909 rückblickend auf Bethmann Hollwegs Antrittsrede: „Man war in diesem Dreiklassenparlament mit seinem flachen Nützlichkeitsdenken nicht daran gewöhnt, so etwas wie eine Weltanschauung zu finden und die Staatsnotwendigkeiten durch philosophische Gründe erhärtet zu sehen. Herr von Bethmann Hollweg wurde angestaunt wie eine rara avis (seltener Vogel).“
1906 wurde im preußischen Abgeordnetenhaus die Frage des Dreiklassenwahlrechts behandelt: Hier war der Kurs Bethmann Hollwegs deutlich vielschichtiger als der seiner Kollegen. Er lehnte im Parlament eine Übertragung des allgemeinen und gleichen Reichstagswahlrechts auf Preußen ab, betonte, dass die königliche Staatsregierung „zwar hinter dem Notwendigen nicht zurückbleiben, über das Ausreichende aber nicht hinausgehen“ wolle. Der Minister warnte vor „demokratischer Gleichmacherei“, lobte aber das „gewaltige Aufstreben unserer Arbeiterschaft“ und die langsame, aber entschiedene Hinwendung zum „großen Aristokraten des Geistes, Kant“. Dessen Ansichten versuchen „die Triebe des Menschen zu entwickeln, die nach der Höhe streben“. An seinen Freund Oettingen schrieb Bethmann Hollweg:

„Ich war mir wohl bewusst, mit meiner Rede nicht nur in ein Wespennest zu stechen, sondern auch die eigene Persönlichkeit aufs Spiel zu setzen. Unser preußisches Wahlrecht ist auf die Dauer unhaltbar, und wenn es auch ein an sich aktionsfähiges Parlament lieferte, so ist doch dessen konservative Mehrheit so banausisch gesinnt und in dem satten Gefühl ihrer unantastbaren Macht für jeden vorwärts Wollenden so demütigend, dass wir neue Grundlagen suchen müssen. Aber schon für diesen Grundgedanken finde ich weder im Staatsministerium noch auch wahrscheinlich bei Seiner Majestät und natürlich unter keinen Umständen bei der Majorität des Landtages irgend welches Verständnis. […] Die Konservativen vorwärts treiben und die Liberalen von Parteifragen und Parteischablonen abdrängen – ich verzweifele an der Möglichkeit, wenn ich sehe, wie meine Worte, größtenteils allerdings böswillig, missverstanden und verdreht werden. Der Zusammenhang zwischen Lebensanschauung und Politik ist den Menschen ganz unverständlich geworden, und man setzt sich höhnischer Kritik aus, wenn man ganz bescheidentlich auf ihn hinweist.“

Im selben Jahr brach der polnische Schulstreik aus, mit dem die polnischen Schulkinder der Provinz Posen – vom katholischen Klerus unterstützt – zu erreichen versuchten, dass der Unterricht wieder in polnischer Sprache erteilt werden durfte. Die Konservativen pochten auf Erhöhung der militärischen Präsenz in Posen, was Bethmann Hollweg entschieden ablehnte. Er genehmigte vielmehr, Religionsunterricht zukünftig in polnischer Sprache zu geben. Zwangsverfügungen sah er als „nicht mehr empfehlenswertes staatliches Machtmittel vergangener Zeiten [an], das moralisch bedenklich“ sei.
1907 stand im Zeichen des Bürokratieabbaus: Er forderte das Preußische Herrenhaus zur „Lockerung der bürokratischen Fesseln“ auf und erklärte am 19. Februar vor dem Abgeordnetenhaus, er wolle so viel dezentralisieren wie möglich. Dabei gehe er nach eigener Aussage noch „über die Linken des Hauses hinaus“.
Die Einstellung des Ministers, das Königreich Preußen müsse im Alltag menschlicher und toleranter werden, zeigte sich 1906 bei der Affäre um die homosexuellen Neigungen des Kaiserfreundes Philipp zu Eulenburg. Der kaiserliche Hof gab dem Polizeipräsidium Berlin den Auftrag, eine Liste aller höhergestellten Homosexuellen aufzustellen. Bethmann Hollweg hatte diese Liste als Innenminister vor der Übergabe an den Kronrat zu prüfen. Er gab sie stattdessen dem zuständigen Kriminalisten, Hans von Tresckow, mit der Bemerkung zurück, er wolle so viele Menschen nicht unglücklich machen.
Im Oktober 1907 ging die preußische Ministerzeit für Theobald von Bethmann Hollweg mit seinem Wechsel zum Reichsamt des Innern zu Ende. Am 24. Juni 1907 stieg er als Nachfolger des nüchternen, aber engagierten Arthur von Posadowsky-Wehner zum Staatssekretär auf. Damit wurde er gleichzeitig zum Vizepräsidenten des Preußischen Staatsministeriums, zum nach dem Kanzler Bülow wichtigsten Politiker des Kaiserreiches.

### Staatssekretär des Innern
Bethmann Hollweg war durch Bülow in unmittelbarem Anschluss an die Reichstagswahl 1907, die eine herbe Niederlage für die Sozialdemokratie darstellte, zum Staatssekretär des Innern berufen worden. Der Kanzler erhoffte sich, nach dem als aufmüpfig empfundenen Posadowsky einen Mitarbeiter berufen zu haben, mit dem es sich weitaus bequemer arbeiten ließ. Das Amt hatte Bethmann Hollweg nur höchst widerwillig angenommen. Da er die Berufung als kaiserlichen Befehl auffasste, sah er für sich letztendlich keine Alternative. Er schrieb an seine Frau:

„Gesucht habe ich die neue Bürde nicht, sondern mich bis zum Letzten gegen sie gewehrt. Nun sie mir auferlegt ist, muss ich sie zu tragen versuchen, wie ich nun einmal bin. Ich fürchte mich nicht sowohl vor der positiven Arbeit, vor den Gesetzen, die nun einmal die öffentliche Meinung will, als vor dem unpolitischen Sinn unserer Nation, der von vorgefassten Meinungen nicht lassen will, und der doch zu Opfern gezwungen werden muss, wenn es glücken soll, alles Lebenskräftige zu politischer Mitarbeit zu verpflichten.“

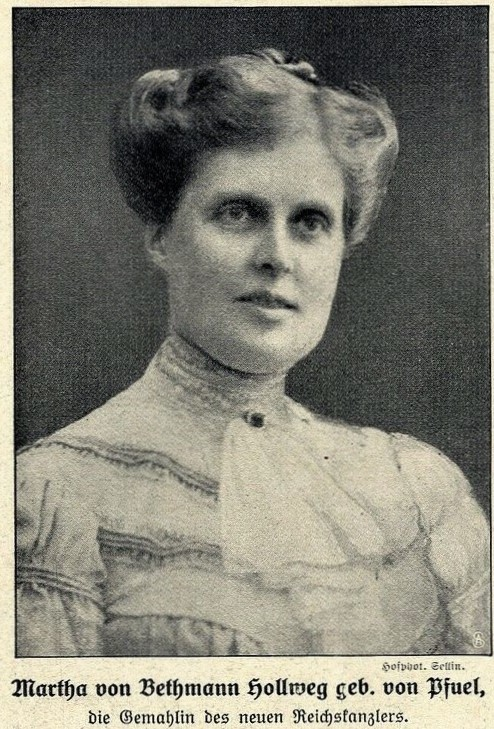
Martha von Bethmann Hollweg

Zu den anspruchsvollen Aufgaben als wichtigster Ressortleiter Deutschlands kam noch (zumeist) der Vorsitz (als Vertretung des Reichskanzlers) im Bundesrat. In der sozialpolitischen Tradition seines Vorgängers stehend, gab er der Innenpolitik ein neues Profil: Bethmann Hollweg besuchte im Oktober 1907 den Deutschen Arbeiterkongress, ein zentrales Treffen der christlichen Gewerkschaften, wo das Auftreten eines kaiserlichen Staatssekretärs als großer Fortschritt gewertet wurde.
Am 2. Dezember 1907 stand im Reichstag die Schaffung eines Reichsarbeitsamtes zur Debatte, was der Staatssekretär schon allein wegen geforderter Abgabe eigener Ressorts ablehnte. Gleichzeitig wies er die Behauptung zurück, in sozialpolitischen Angelegenheiten würde die Regierung ruhen: „Ich habe in dieser Tätigkeit niemals auch nur eine Spur von müdem Skeptizismus entdeckt; in ihr hat sich, allerdings fernab von der parlamentarischen Arena, unser heutiges Deutschland gebildet.“ Darin spiegelt sich seine Einstellung wider, dass sich das „Suchen und Tasten nach Neuem im Volke selbst vollzieht, nicht bei den Volksvertretern.“ Aufgrund dessen sei erforderlich, „für die neuen Anschauungen, welche aus den gewandelten wirtschaftlichen und sozialen Verhältnissen hervorgegangen sind, Raum zu schaffen.“
Nur wenige Tage später legte er den damaligen § 7 (sog. „Sprachenparagraph“) des Reichsvereinsgesetz-Entwurfes als Staatssekretär so aus, dass das Verbot des Gebrauchs einer Fremdsprache als Verhandlungssprache nur dann gelten würde, wenn der Gebrauch des fremden Idioms gegen das Kaiserreich gerichtet sei. Die Gründung polnischer Vereine erklärte er damit für zulässig. (Siehe auch: Bülow-Block) Der Entwurf wurde durch den Reichstag angenommen.
Die Mitglieder des preußischen Kronrats führten im Frühjahr 1908 eine Diskussion über ein neues Gesetz gegen sozialdemokratische Bestrebungen. Reichskanzler Bülow übertrug in diesem Punkt seinem Staatssekretär die Vollmachten. Bethmann Hollweg wies aber, anstatt einen Gesetzentwurf vorzulegen, den Wunsch nach einer solchen Bestimmung zurück. Diese würde die „Verbürgerlichung der Sozialdemokratie“, die Bethmann Hollweg schon bei vielen Gelegenheiten versuchte zu fördern, empfindlich beeinträchtigen.
Zur gleichen Zeit waren sechs sozialdemokratische Abgeordnete darin begriffen, in den preußischen Landtag einzuziehen. Diesen Vorgang bedachte Bethmann Hollweg mit der kurzen Bemerkung: „Das ist die Freiheit, die ich meine.“ Auf seinen Rat hin kündigte der Kaiser in der von Bethmann Hollweg verfassten Thronrede vom 20. Oktober 1908 eine Wahlreform im Königreich Preußen an. Wilhelm II. versprach eine „organische Fortentwicklung“, was der Monarch als eine der „wichtigsten Aufgaben der Gegenwart“ bezeichnete. Friedrich Naumann, der den Stil des Staatssekretärs mochte, hob später den positiven Einfluss Bethmann Hollwegs auf den Kaiser besonders hervor.
Am 28. Oktober 1908, nur acht Tage nach der hoffnungsvollen Thronrede, gab Wilhelm II. dem Daily Telegraph jenes Interview, das zur gleichnamigen Affäre führte. Infolgedessen verlor Bülow das Vertrauen des Kaisers, der ihn, als der Bülow-Block in der Debatte zur Einführung der Erbschaftsteuer zusammengebrochen war, entließ. Damit öffnete sich für den Vizekanzler Bethmann Hollweg der Weg zum höchsten Politikeramt.

### Reichskanzler

#### Amtsantritt und Reaktionen

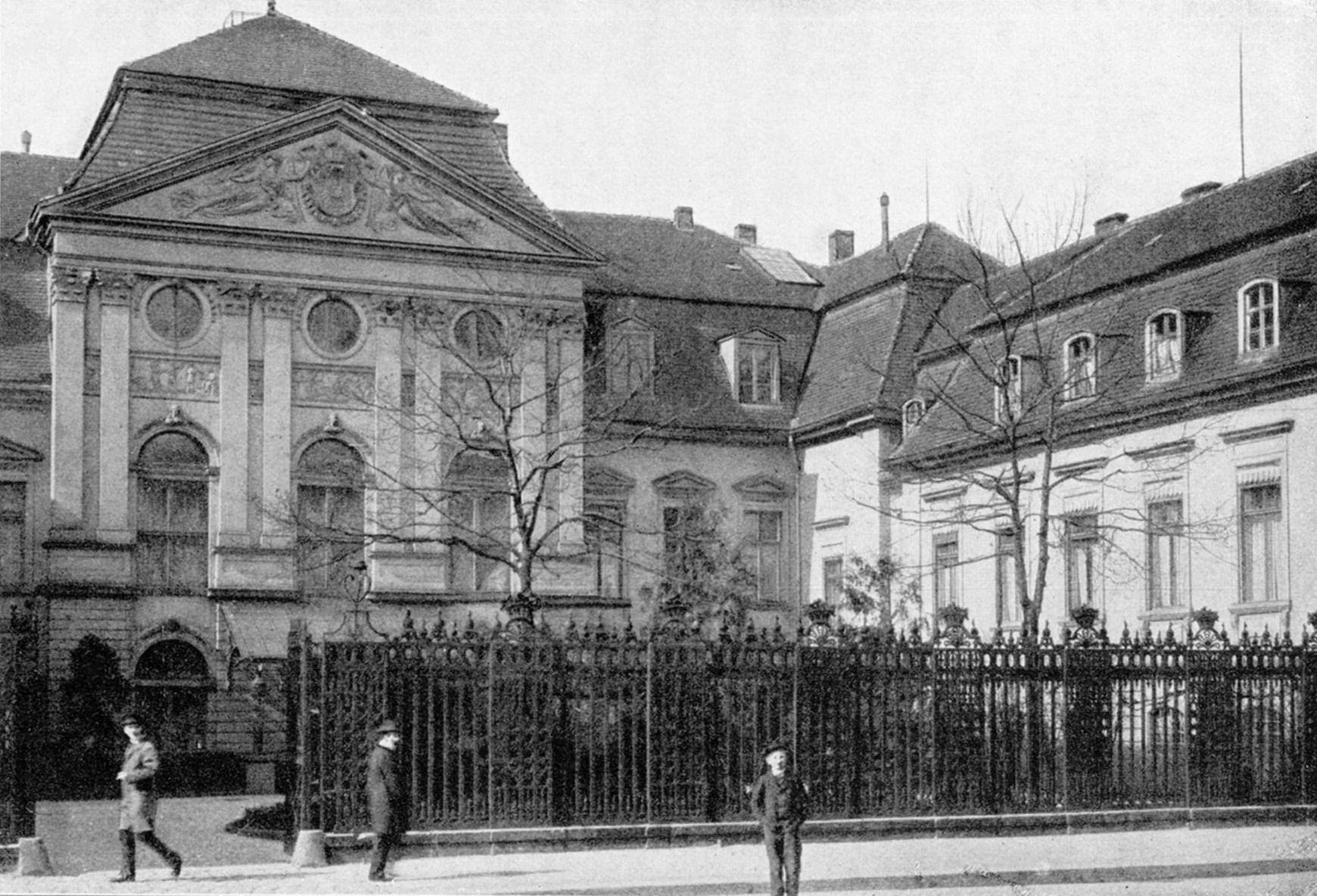
Das Reichskanzlerpalais in der Wilhelmstraße

Wilhelm II. berief Bethmann Hollweg am 7. Juli 1909 aus unterschiedlichen Gründen zum Reichskanzler (und damit verbunden zum preußischen Ministerpräsidenten): Einerseits war er schon in Bülows Amtszeit dessen Stellvertreter gewesen, andererseits wusste der Kaiser um die ausgleichende Persönlichkeit des Staatssekretärs, die die Situation der rivalisierenden Parteien beruhigen sollte. Zudem stand Bethmann Hollweg durch sein bescheidenes Auftreten und seine Erfolge als Kaiserberater in der Gunst Wilhelms II. Die Berufung Bethmann Hollwegs war zuvor in Politikerkreisen, u. a. von Friedrich August von Holstein, nahegelegt worden.
Loebell, der Leiter der Reichskanzlei, schrieb später, Bethmann Hollweg habe ihn unter Tränen beschworen, Bülow von einem Ernennungsvorschlag abzuraten. Stattdessen solle der Oberpräsident der Rheinprovinz, Clemens Freiherr von Schorlemer-Lieser, Kanzler werden. Schließlich nahm Bethmann Hollweg seine Beförderung als kaiserlichen Befehl hin, dem er Folge zu leisten habe. Karl von Eisendecher gegenüber sagte er: „Nur ein Genie oder ein von Machtkitzel und Ehrgeiz verzehrter Mann kann ein solches Amt anstreben. Und ich bin keins von beiden. Der gewöhnliche Mann kann es nur in letztem Zwange des Pflichtbewusstseins annehmen.“
Aus allen Parteien, einschließlich der SPD, kam ein eher positives Echo auf die Ernennung: Zwar hatte das Zentrum Bedenken, und für die Sozialdemokraten stellte Bethmann Hollweg nur einen weiteren kaisertreuen Reichskanzler dar. Doch die wohlwollende Neutralität des gesamten Parteienspektrums resultierte aus der Vielschichtigkeit seiner Person: Er war kein Ostelbier, kein Junker im eigentlichen Sinne, was die Linken als positives Zeichen aufgriffen. Seine Familiengeschichte machte ihn bei Nationalliberalen und Zentrum geschätzt, und seine Tätigkeit als Verwaltungsbeamter schuf Vertrauen bei den Konservativen.
Die Resonanz aus dem Ausland war ausschließlich freundlich: Die französische Zeitschrift Journal des Débats sprach von einem „beruhigenden Symptom“ für die deutsch-französischen Beziehungen. Der französische Botschafter in Berlin, Jules Cambon, schickte dem neuen Reichskanzler sogar ein offizielles Glückwunschschreiben. So etwas war bis zu diesem Zeitpunkt noch niemals vorgekommen. Die Deutsche Botschaft London unter Graf Metternich schrieb, der britische König Eduard VII. halte den neuen Kanzler für einen „wichtigen Partner für die Beibehaltung des Friedens“. Auch Österreich-Ungarn und das Russische Reich schickten Glückwunschtelegramme in die Reichskanzlei. William H. Taft, der Präsident der Vereinigten Staaten, lobte, dass zum ersten Mal ein deutscher Kanzler aus der inneren Verwaltung genommen worden war.
Baronin Spitzemberg, eine Dame aus Hofkreisen, kommentierte die Berufung folgendermaßen: „Wie kann ein so edles Pferd einen so schweren und verfahrenen Karren aus dem Sumpf ziehen?“

#### Innenpolitische Positionen

Reichskanzler v. Bethmann Hollweg betritt am Tag der Reichstagswahl 1912 das Wahllokal in Berlin-Mitte

1910 legte Bethmann Hollweg eine Reformvorlage für die Änderung des preußischen Wahlrechts vor, die vom Landtag aber abgelehnt wurde.
Im Januar desselben Jahres ergab sich ein Briefkontakt mit dem Historiker Karl Lamprecht. Diesem schrieb Bethmann Hollweg, der Regierung stelle sich die „große Aufgabe politischer Erziehung des Volkes unter Beseitigung der Herrschaft von Phrasen und oberflächlicher Wertungen“. Die Grundaufgabe eines Staatsmannes sah Bethmann Hollweg in einem „gewissen Hinhorchen in die Entwicklung“.
Da er sich seit seiner Zeit als Staatssekretär den süddeutschen Staaten in besonderer Weise verpflichtet fühlte, nicht zuletzt wegen seines Studienaufenthaltes in Straßburg, trieb er die Reform der staatsrechtlichen Stellung des Reichslandes Elsaß-Lothringen voran. Das Reichsland erhielt eine eigene Verfassung mit einem Zweikammerparlament, dessen Unterhaus nach Reichstagswahlrecht zusammentrat. Gegen heftigsten Protest von Konservativen und Militärs wurde die Vorlage des Reichskanzlers am 23. März 1911 angenommen. Anders als in Preußen traten Bethmann Hollweg keine einflussreichen Konservativen entgegen, weshalb seine demokratische Verfassungsinitiative zum Abschluss gelangen konnte.
Mit Datum vom 22. März 1911 wurde dem Reserveoffizier der Charakter eines Generalmajors à la suite der Armee mit der Uniform des 1. Garde-Dragoner-Regiments „Königin Viktoria von Großbritannien und Irland“ verliehen.

#### Außenpolitische Positionen

Politischer Freund Bethmann Hollwegs: Botschafter Paul Graf Metternich

In der Außenpolitik legte Bethmann Hollweg von Beginn an viel Wert auf eine Verständigung mit Großbritannien. Zugleich hielt er die deutsch-österreichischen Beziehungen für so problemlos, dass er es für wichtiger erachtete, sich den anderen Mächten gegenüber als freundlich zu erweisen. Als Staatssekretär des Äußeren berief er Alfred von Kiderlen-Waechter, der sich, anfangs als gute Besetzung aufgefasst, später als eine Enttäuschung erwies. Der impulsive Schwabe war in vielerlei Hinsicht ein Gegensatz zum Reichskanzler – in außenpolitischen Fragen und auch zum Beispiel in seiner temperamentvollen Lebensart. Obwohl Kaiser Wilhelm II. in seiner Thronrede 1909 noch das verstärkte Auftreten des Kaiserreiches für „friedliche und freundliche Beziehungen zu den anderen Mächten“ gefordert hatte, so entsprach die spätere Diplomatie Kiderlen-Waechters im Zusammenhang mit dem Panthersprung nach Agadir 1911 ganz und gar nicht dieser Maxime. Bethmann Hollweg sagte ein Jahr zuvor, am 5. März 1910 im Reichstag:

„Unsere auswärtige Politik allen Mächten gegenüber ist lediglich darauf gerichtet, die wirtschaftlichen und kulturellen Kräfte Deutschlands frei zur Entfaltung zu bringen. Diese Richtlinie ist nicht künstlich gewählt, sondern ergibt sich von selbst aus dem Dasein dieser Kräfte. Den freien Wettbewerb anderer Nationen kann keine Macht auf der Erde mehr ausschalten oder unterdrücken. […] Wir sind alle darauf angewiesen, in diesem Wettbewerb nach den Grundsätzen eines ehrlichen Kaufmanns zu verfahren.“

1911 griff er dieses Wort vom Kaufmann als Randbemerkung zum für den Kanzler besorgniserregenden, eigenmächtigen Vorgehen seines Staatssekretärs vor dem Deutschen Handelstag in Heidelberg wieder auf:

„Kein verständiger Kaufmann dünkt sich zur Alleinherrschaft berufen.“

Später wurde Bethmann Hollweg sein passives Auftreten in der Zweiten Marokkokrise häufig zum Vorwurf gemacht. Dass er trotz seiner Bedenken an der Politik Kiderlen-Waechters seinem Staatssekretär freie Hand ließ, lässt sich durch das Gefühl mangelnder außenpolitischer Fachkompetenz des Kanzlers erklären. Durch ständige Selbstkritik hielt sich Bethmann Hollweg für nicht kompetent genug, um dem vermeintlichen Fachmann Kiderlen-Waechter in der Marokkofrage Paroli zu bieten.

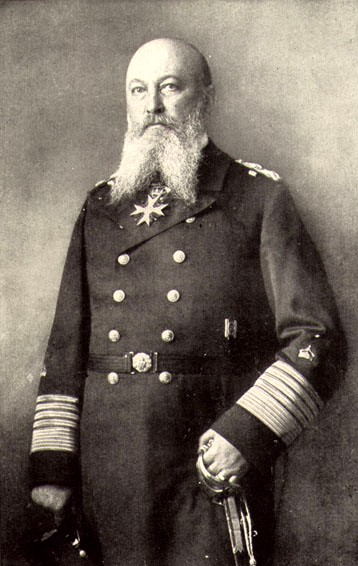
Gegenspieler in der Flottenfrage: Alfred von Tirpitz

Der zweite außenpolitische Problemfall neben der Marokkokrise war für Bethmann Hollweg die von Staatssekretär Alfred von Tirpitz gewünschte Erweiterung der Kaiserlichen Marine. In dieser Frage setzte der Kanzler auf enge Zusammenarbeit mit Großbritannien. Der Dialog mit dem Vereinigten Königreich sollte einerseits eine behutsame Flottenerweiterung ermöglichen und gleichzeitig durch Ehrlichkeit die Beziehungen verbessern. Diesen Weg versuchten Bethmann Hollweg und Botschafter Paul Metternich seit 1909 gemeinsam zu verfolgen. Wegen Drohreden der deutschen Konservativen im Reichstag und der britischen Konservativen in den Houses of Parliament verliefen diese Bemühungen erfolglos. Die Folgen der Marokkokrise waren auch auf diesem Feld seit 1911 zu spüren, und die zeitweise Annäherung war wieder wettgemacht.
(Dazu siehe auch: Deutsch-Britisches Wettrüsten.)
Die deutsch-russischen Beziehungen hatten vor der Marokkokrise neuen Auftrieb bekommen. 1910 war Zar Nikolaus II. in Potsdam gewesen, was der Reichskanzler in einem Brief an Eisendecher als „Sprungbrett für eine Verständigung mit England“ bezeichnete. Nach Aufzeichnungen des russischen Hofstaates sah der Zar eine kriegerische Verwicklung mit Deutschland in „weite Entfernung gerückt“.
An der Außenpolitik Bethmann Hollwegs wurde durch die Rechte erhebliche Kritik geübt. Den Kanzler verunglimpften die Konservativen als „feige“. Von der SPD kam dagegen Anerkennung. Ludwig Frank lobte im Reichstag den Kanzler, nachdem dieser einen Krieg mit Frankreich um Marokko als „Verbrechen“ bezeichnet und die „demagogischen Wege“ der Konservativen verurteilt hatte. Diese Rede Bethmann Hollwegs sei eine „mutige und verdienstvolle Tat von bleibendem Wert“ gewesen, so die Sozialdemokraten. Doch aus dem Lager der Nationalliberalen kam Kritik. Walther Rathenau, der eigentlich ein politischer Freund des Kanzlers war, schrieb nach einem Treffen mit Bülow stichwortartig: „Mangel an Zielen in innerer und äußerer Politik. Seine (Bülows) Politik hätte noch ein Ziel gehabt: Platz an der Sonne, Flotte, Weltmacht. Jetzt nichts mehr.“

Karikatur auf Alfred von Kiderlen-Waechter und Bethmann Hollweg im Zusammenhang mit der Marokkokrise

Die Marokkokrise, die Bethmann Hollweg wie nie zuvor in internationale Politik hineingezogen hatte, wurde mit einem deutsch-französischen Abkommen beigelegt, in dem das Kaiserreich seine Ansprüche auf Marokko (erneut) aufgab und im Gegenzug dafür Neukamerun, eine Landerweiterung Deutsch-Kameruns, erhielt. Der konservative Kolonialstaatssekretär Friedrich von Lindequist protestierte heftig und trat im November 1911 zurück. Doch anstatt den von Lindequist vorgeschlagenen Nachfolger zu ernennen, wählte Bethmann Hollweg den liberalen Gouverneur von Samoa, Wilhelm Solf. Dieser vertrat als einer der wenigen Außenpolitiker des Kaiserreichs voll und ganz die Linie Bethmann Hollwegs. Solf legte auf Verständigung und eine friedliche Emanzipation Deutschlands den größten Wert. Er trat in diesem Sinne auch nach dem Tod Bethmann Hollwegs als Bewahrer dessen politischen Erbes auf.
1912 scheiterte mit der Haldane-Mission ein erneuter Versuch Bethmann Hollwegs, einen Ausgleich mit Großbritannien in der Flottenfrage zu erzielen. Dennoch genoss Bethmann Hollweg beim britischen Außenminister Sir Edward Grey einen guten Ruf: “Solange Herr Bethmann Hollweg Kanzler ist, wird Großbritannien mit Deutschland kooperieren um den Frieden in Europa zu sichern. (Original: So long as Bethmann Hollweg is chancellor we will cooperate with Germany for the peace of Europe.)”
1912 nutzte der Reichskanzler ein als Gegenbesuch für die Visite des Zaren in Potsdam 1910 arrangiertes Treffen zwischen Kaiser und Zar in Baltischport (heute Paldiski, Estland) zu einer freundschaftlichen Unterredung. Nach Gesprächen mit Ministerpräsident Kokowzow und Außenminister Sasonow konnte Bethmann Hollweg an Eisendecher schreiben, er habe „vertrauensvolle und freundschaftliche Beziehungen“ knüpfen können. Nach Abschluss der offiziellen Konferenz blieb der Kanzler noch einige Tage in Russland und besuchte die Städte Sankt Petersburg und Moskau. Er war beeindruckt von den neuen Eindrücken, die ihm Sankt Petersburg bot. Zudem habe er sich von Vorurteilen befreien können, die er „aus unserer leichtfertigen Journalistik eingesogen“ habe. Die „Hurrahstimmung unserer unverantwortlichen Politiker“ sei ihm im Blick aus der Ferne noch gefährlicher erschienen. Auf der „zutiefst erfrischenden Reise“ habe er die „heimische Misere“ vergessen und die Hoffnung schöpfen können, langfristig auch größere koloniale und Welthandelsbestrebungen verwirklichen zu können, ohne einen Krieg heraufzubeschwören. Auch fand er eine gewisse Stärke in seiner Haltung gegenüber den Alldeutschen wieder, deren „superkluge Alarmartikel“ er mit Spott bedachte. Aber mit „diesen Schafsköpfen“ sei nun mal „keine Politik zu machen“.
Am 25. Juli 1912 weilte Walther Rathenau in Hohenfinow, um mit dem Kanzler über dessen Russlandreise zu sprechen. Rathenau notierte in seinem Tagebuch, Bethmann Hollweg wolle den „modus vivendi auch in der Russlandfrage erhalten“. Diese Worte unterstreichen, dass in der deutschen Politik keineswegs ein Gefühl der Kriegsvorbereitungen herrschte. In außenpolitischen Fragen hatte Rathenau Bethmann Hollweg Folgendes vorgeschlagen: europäische Zollunion, britischen Imperialismus im Mittelmeer unterbinden, danach Bündnis mit Großbritannien zwecks Verständigung und eigener kolonialer Erwerbungen. Diese Forderungen entsprangen nicht dem Gedankengut des Kanzlers, doch unterschrieb er den Vorschlagskatalog mit „allgemein einverstanden“.

#### Innenpolitik während der Zabern-Affäre

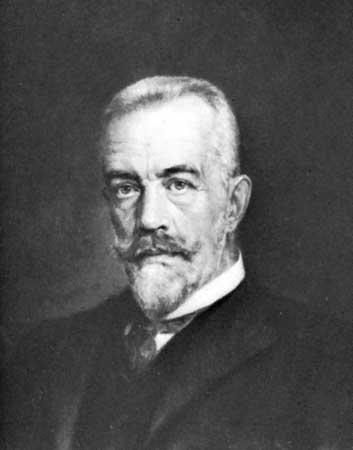
Porträtgemälde von Theobald v. Bethmann Hollweg

Ende 1913 erschütterte die Zabern-Affäre die deutsche Politik und Öffentlichkeit. Im elsässischen Zabern hatte ein Leutnant in einer Ansprache vor Soldaten die Elsässer beleidigt und dazu aufgerufen, rebellische Elsässer niederzustechen. Er wurde von seinem Obersten jedoch nur geringfügig zur Rechenschaft gezogen, und nach Protesten der Elsässer ließ das Militär sogar einige Bürger unrechtmäßig festnehmen. Bevor sich der Kanzler der Entrüstung des Reichstages und der Bevölkerung stellen musste, nahm er Kontakt zum Statthalter des Reichslands Elsass-Lothringen, Karl von Wedel, auf. Der Kanzler sah seinen politischen Weg der Diagonalen, der Mitte gefährdet. Die aufgebrachte Stimmung heizte die inneren Konflikte des Kaiserreichs erneut an und riss alte Wunden wieder auf.
Am 3. Dezember 1913 erklärte Bethmann Hollweg im Reichstag, der „Rock des Kaisers“ müsse „unter allen Umständen respektiert“ werden. Dies führte zum allgemeinen Eindruck, der Kanzler sei in seinen Ausführungen voll und ganz dem Kriegsminister Erich von Falkenhayn gefolgt. Die Parteien, die bisher Bethmann Hollweg als Träger einer fortschrittlichen Politik unterstützt hatten, d. h. Zentrum, Fortschrittliche Volkspartei, Nationalliberale Partei und Sozialdemokraten, brachten geschlossen einen Misstrauensantrag gegen den Reichskanzler ein. Philipp Scheidemann wies auf die vorbildlichen Verfassungszustände in Großbritannien und den Niederlanden hin, worauf Bethmann Hollweg mit abweisenden, ungehaltenen Zwischenrufen reagierte. Der bisherige Kanzler der Mitte schien nach rechts gewechselt zu sein, ungeachtet dessen, dass er in national-konservativen Kreisen nach wie vor geradezu gehasst und als „Demokrat“ verschrien war. Mit Unterstützung des Kronprinzen ließ die Berliner Bevölkerung ihrem Unmut freien Lauf: In den Straßen formierten sich Protestzüge, „Bethmann Soll-weg“ rufend. Der Kaiser ließ währenddessen Personalvorschläge einholen. Bethmann Hollweg fühlte sich vom „parlamentarischen Feuerregen erfasst“, wie er an Oettingen schrieb. „Wahrscheinlich tauge ich deshalb nicht zum Politiker“. Gegen seine Überzeugung war der Kanzler im Parlament aufgetreten, um die Neutralität der Regierung zu wahren und seine Loyalität dem Kaiser gegenüber zu untermauern. Letztendlich war er aber auch gegenüber den Militärs eingeknickt und in eine Position der Schwäche geraten. In dieser großen Krise Bethmann Hollwegs bekannte er zum ersten Mal, dass er es bedauere, keine Partei hinter sich zu haben. An den Kronprinzen schrieb er:

„Mit dem Schwert rasseln, ohne dass die Ehre, die Sicherheit und die Zukunft des Landes bedroht sind, ist nicht nur tollkühn, sondern verbrecherisch.“

#### Aufrüstung
Während Bethmann Hollweg die Flottenaufrüstung kritisch sah, betrieb er selbst die Aufrüstung des Landheeres. Im April 1912 legte er dem Reichstag eine Heeresvorlage vor, die eine Aufrüstung vorsah. In diesem Punkt nahm er keine Rücksicht auf die Kritik der SPD. Der SPD-Vorsitzende Hugo Haase warnte im Reichstag: Die fortgesetzten Rüstungen führten zu einem eskalierenden Wettrüsten und steigerten „die Gefahr des Weltbrandes“.
Genau ein Jahr später legte Bethmann Hollweg dem Reichstag die nächste Wehrvorlage vor. Sie sah eine Erhöhung der Präsenzstärke des Landheeres um 136.000 Mann vor und verlangte dafür und für massive Waffenkäufe fast 1,3 Milliarden Mark an zusätzlichen Mitteln. Hugo Haase stellte im Reichstag fest: „Die Heeresvorlage […] fordert von dem Volke ungeheuerliche Opfer […] Sie übersteigt bei weitem alles, was jemals einem Volke in Friedenszeiten von einer Regierung zugemutet worden ist.“ Bethmann Hollweg verband die Vorlage mit einer Deckungsvorlage, die einen „außerordentlichen Wehrbeitrag“ aller Vermögen über 10.000 Mark vorsah. Da die SPD direkte Steuern für Vermögende immer gefordert hatte, stimmte die SPD-Fraktion nach kontroverser Debatte dieser Deckungsvorlage zu.

#### Zeit der Hoffnung

Theobald von Bethmann Hollweg steigt aus einer Droschke

Zur Jahreswende 1913/1914 hatte sich die Stimmung langsam beruhigt, und den Kanzler umfing ein neuer außenpolitischer Optimismus. Mit dem Frieden von Bukarest, so schien es Bethmann Hollweg, hatte man die Probleme auf dem Balkan mittelfristig gelöst, und ein neuerlicher Briefverkehr mit dem russischen Außenminister Sasonow stabilisierte nach Osten hin. Die Liman-Krise um die deutsche Militärmission im Osmanischen Reich war überstanden, trotz der panslawistischen Stimmung im Zarenreich. An Eisendecher schrieb Bethmann Hollweg: „Das Leben könnte passabel sein, wenn die Menschen nur nicht gar zu unvernünftig wären.“
Sämtliche Zitate des Reichskanzlers lassen durchscheinen, dass er zu jedem Zeitpunkt bestrebt war, einen großen europäischen Krieg zu verhindern. Das entschiedenere Vorgehen Russlands in Nordpersien bewirkte zudem eine vorübergehende Annäherung Großbritanniens an Deutschland. Als im Frühsommer 1914 die Regierung Kenntnis von einer britisch-russischen Marinekonvention erhielt, warf dies schwere Schatten auf die Außenpolitik Bethmann Hollwegs, der durch den Tod seiner Ehefrau wenige Wochen zuvor auch einen privaten Schicksalsschlag erlitten hatte. In seinem Vertrauen zu Außenminister Edward Grey enttäuscht, schrieb er an die Deutsche Botschaft Konstantinopel, es gälte, sich ohne größere Konflikte durch die Zeit durchzuwinden. Wenige Tage später begab er sich nach einem Streitgespräch mit Generalstabschef Moltke in die friedlichen Sommerferien nach Hohenfinow, die kurz nach seiner Ankunft durch das Attentat von Sarajevo abrupt beendet wurden.

#### Vom „Blankoscheck“ zum Kriegsausbruch
In der Julikrise sah sich der Reichskanzler den größten Schwierigkeiten seiner politischen Laufbahn ausgesetzt. Wilhelm II. war nach der Ermordung des österreichischen Thronfolgers vorgeprescht und hatte dem Botschafter der Donaumonarchie in Berlin, Szögyeny, den berühmten Blankoscheck ausgestellt, was allerdings keine große Neuerung darstellte: Die „Nibelungentreue“ im Zweibund herrschte seit dem Kanzler Hohenlohe vor. Bethmann Hollweg schrieb später in seinen Betrachtungen, „diese Ansichten des Kaisers deckten sich“ mit seinen Anschauungen. Am 6. Juli 1914 versicherte der Reichskanzler der österreichischen Botschaft erneut, dass das Deutsche Reich treu an der Seite seines Verbündeten kämpfen werde. Das aggressive Vorgehen Österreich-Ungarns gegen Serbien erfolgte also auch mit der Rückendeckung Bethmann Hollwegs.
Zugleich ließ er den Staatssekretär Gottlieb von Jagow an Lichnowsky, den deutschen Botschafter in London, telegrafieren, dass gegenüber der britischen Regierung „alles vermieden werden muss, was den Anschein erwecken könnte, als hetzten wir die Österreicher zum Kriege“. Aus dem Gedanken heraus, den Konflikt lokalisieren zu können, befürwortete Bethmann Hollweg die Fortsetzung der kaiserlichen Nordlandkreuzfahrt. Der Kanzler ließ der österreichischen Politik freie Hand, doch nicht kritiklos, wie der französische Botschafter in Wien, Dumaine, bezeugte.
Bethmann Hollweg äußerte intern, wie sein Vertrauter Kurt Riezler notierte, früh die Befürchtung, dass, wenn Österreich zu expansionistische Töne anschlagen werde, der Konflikt nicht mehr auf dem Balkan zu halten sei und „zum Weltkriege führen könne“.
Als das Auswärtige Amt im Juli 1914 endgültig wusste, dass das Ultimatum Österreich-Ungarns an Serbien unannehmbar formuliert werden sollte, ließ auf Nachfrage die Reichskanzlei verlauten: „Zur Formulierung der Forderungen an Serbien können wir keine Stellung nehmen, da dies Österreichs Sache ist.“ Im Glauben an die Neutralität Großbritanniens telegrafierte er an das Londoner Foreign Office: „Da Österreich bei seinem Vorgehen vitale Interessen wahrt, ist eine Ingerenz des verbündeten Deutschland ausgeschlossen. […] Nur gezwungen werden wir zum Schwerte greifen.“
Nachdem am 25. Juli 1914 die Antwort Serbiens auf das österreichische Ultimatum eintraf, sah der Kaiser jeden Grund zum Krieg entfallen. Wilhelm II. schlug vor, dass Österreich Belgrad zwecks weiterer Verhandlungen zur dauerhaften Lösung der Balkanfrage besetzen solle. Auch Bethmann Hollweg vertrat unter dem Eindruck des drohenden britischen Kriegseintritts kurzzeitig den „Halt-in-Belgrad“-Vorschlag, verbunden mit österreichischem Annexionsverzicht in Bezug auf Serbien. Aber er wusste, dass dies von der russischen Seite als unbefriedigend empfunden wurde. Daher vereitelten der Kanzler und das Außenamt, als der Kaiser „wieder schwach zu werden drohte“, den Mäßigungsvorschlag durch verspätete und nicht ganz korrekte Weiterleitung nach Wien.
Gleichzeitig stellte der vermeintliche Dreibundgenosse Italien Kompensationsforderungen für das österreichische Vorgehen auf dem Balkan. Wien reagierte mit dem Angebot einer Aufteilung Serbiens unter Russland, das zuvor keinerlei Gebietsforderungen in Serbien gestellt hatte, und Österreich, was in Berlin mit lautem Protest abgelehnt wurde. Zum ersten Mal geriet Bethmann Hollweg offen in Harnisch gegen die Donaumonarchie. Er telegrafierte an das Auswärtige Amt:

„Eine Politik des doppelten Bodens kann das Deutsche Reich nicht unterstützen. Sonst können wir in St. Petersburg nicht weiter vermitteln und geraten gänzlich ins Schlepptau Wiens. Das will ich nicht, auch nicht auf die Gefahr, des Flaumachens beschuldigt zu werden.“

Seine Reaktion gegenüber Österreich zeigte, dass außenpolitische Entscheidungen Bethmann Hollwegs nicht der Staatsräson oder einem Kalkül entsprangen. Das Vorgehen Wiens widersprach in seinen Augen dem Grundsatz vom ehrlichen Kaufmann. Noch am selben Tag sprach er mit dem Kaiser darüber, dass, wenn die Krise vorbei sei, die Verständigung über die Flottenfrage mit Großbritannien erneut in Betracht komme.
Der britische Außenminister Grey warnte unterdessen Deutschland, dass, wenn der Konflikt sich nicht auf Österreich und Russland beschränken, sondern auch Frankreich und das Reich mit hineinziehen werde, auch Großbritannien nicht abseitsstehen könne. Bethmann Hollweg teilte daraufhin dem deutschen Botschafter in Wien mit, dass Österreich sich nicht gegen Verhandlungen mit dem Zarenreich wehren dürfe. Zwar sei man bereit, der Bündnispflicht nachzukommen, doch nicht, sich dabei „leichtfertig […] in einen Weltbrand hineinziehen zu lassen“.
Für die Bremsung Österreich-Ungarns war es zu diesem Zeitpunkt schon zu spät. Harry Graf Kessler sah im Rückblick eine Mitverantwortung dafür bei den Vertretern der deutschen Diplomatie in Wien, wo am 25. Juli die serbische Antwort vorlag, was aber weder telephonisch noch telegraphisch sofort nach Berlin weitergegeben wurde, sondern per Kurier herausgeschickt wurde, sodass die Berliner Verantwortlichen davon erst am 27. Juli erfahren hätten. „Mir ist klar, dass hier der Knoten der Schuldfrage liegt, soweit sie uns betrifft“, so Kessler, „und da stecken mir persönlich Dietrich Bethmanns Mitteilungen ein Licht auf. Er und Hoyos haben in Wien jede Gelegenheit ausgenutzt, um den Krieg herbeizuführen, so sagte er mir selbst.“ Dietrich Bethmann habe an der langsamen Übermittlung nach Berlin vermutlich mitgewirkt, und zwar vielleicht aus Angst, „dass sein Vetter Theobald ›umfiele‹, wenn er die Antwort noch rechtzeitig erführe.“
Unterdessen waren die Militärs an Donau und Newa längst in Aktion getreten, und Generalstabschef Moltke forderte den Kanzler auf, die deutsche Generalmobilmachung einzuleiten. Man dürfe Österreich nicht im Stich lassen. Die strategische Route des Generalstabs, in Belgien einzumarschieren, vereitelte schließlich alle Bemühungen Bethmann Hollwegs um eine Lokalisierung des Konflikts. In seinen Erinnerungen bezeichnete Tirpitz die Situation des Kanzlers in jenen Tagen als die eines „Ertrinkenden“.

#### Kriegsausbruch

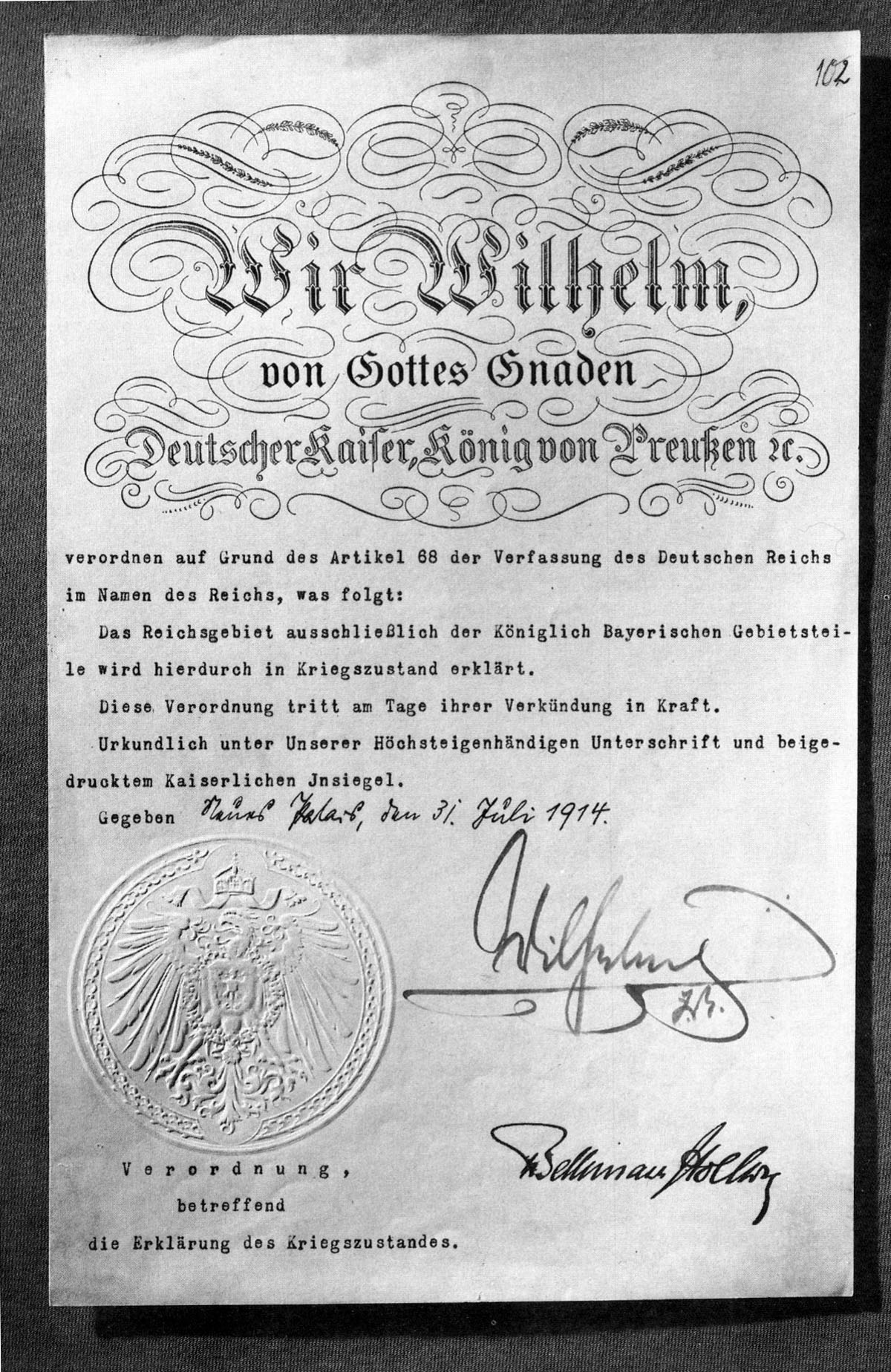
Erklärung des Kriegszustandes im Deutschen Kaiserreich

Am 31. Juli 1914 fand die offizielle Verhängung des Kriegszustandes statt. Auf formellen Kriegserklärungen hatte Bethmann Hollweg im Gegensatz zu Vertretern des preußischen Kriegsministeriums bestanden, um „nach dem Völkerrecht eine Bestätigung zu haben.“ Der tiefe Wunsch nach immer geltenden Richtlinien im Krieg wurde in Berlin mit Verwunderung aufgenommen. Den Vorschlag des russischen Zaren, die Serbienfrage vor den Ständigen Schiedsgerichtshof zu bringen, lehnte Bethmann Hollweg ab, weil tags zuvor die russische Generalmobilmachung erfolgt war.
Noch am 3. August versicherte der Reichskanzler dem britischen Außenminister Grey, für den deutschen Einmarsch in Belgien sei letztendlich die russische Mobilmachung verantwortlich, die das Reich in eine solche Zwangslage versetzt habe. Er habe alles versucht, den Völkerrechtsbruch zu vermeiden und „den Wahnsinn einer Selbstzerfleischung der europäischen Kulturnationen“ zu verhindern.
Am 4. August trat Bethmann in Erwartung der britischen Kriegserklärung vor den Reichstag, um zu betonen, dass Deutschland den Krieg nicht gewollt habe und die russischen Militärs den Brand entfacht hätten. Das „Unrecht an Belgien“ müsse das Kaiserreich wiedergutmachen. Doch wer so bedroht sei, der dürfe nur daran denken, wie er sich durchhaue.
Am Abend des 4. August führte Bethmann Hollweg ein Gespräch mit dem britischen Botschafter Goschen. Unter Tränen schüttete der Kanzler ihm die Seele aus: Für einen „Fetzen Papier“ (just for a scrap of paper, gemeint war die belgische Neutralitätserklärung) wolle Großbritannien gegen eine verwandte Nation Krieg führen, die mit ihr in Frieden leben wolle. Alle Bemühungen seien vor seinen Augen zusammengebrochen wie ein Kartenhaus (like a house of cards). Zuletzt sollen sich Reichskanzler und Botschafter weinend in den Armen gelegen haben. In seinen Betrachtungen räumte er später ein, das Wort vom „Fetzen Papier“ sei eine Entgleisung gewesen, doch hielt er an der Meinung fest, die belgische Neutralität sei im Vergleich mit dem herannahenden Weltkrieg eine Nichtigkeit gewesen.

#### 1914: Sorgen und Siegestaumel

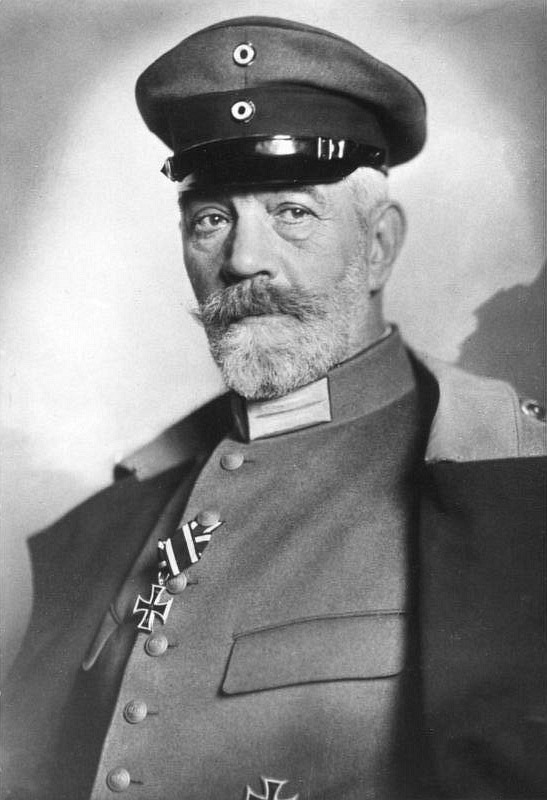
Theobald von Bethmann Hollweg

Doch zu Anfang des Ersten Weltkriegs hatte sich Bethmann Hollweg einigen Illusionen hingegeben: Er musste nun feststellen, dass die Kriegspropaganda auch im Vereinigten Königreich ihr Übriges getan hatte. Eine leidenschaftliche Kriegsbereitschaft war erwacht, die sich z. B. in der Landung eines britischen Expeditionskorps an der Küste Flanderns zeigte.
In den später Septemberprogramm genannten vorläufigen Erwägungen formulierte das Kaiserreich erstmals konkrete Kriegsziele. Das Programm enthielt annexionistische Gebietsforderungen in Europa, die vor allem gegen Russland gerichtet waren, sowie die Schaffung einer europäischen Zollunion, die der deutschen Wirtschaft im benachbarten Ausland den Weg ebnen und gleichzeitig die deutsche Vorherrschaft in Mitteleuropa sichern sollte. Ob diese Pläne Gedanken Bethmann Hollwegs entstammen, ist nicht nachzuweisen. Vielmehr gilt sein Mitarbeiter Kurt Riezler als Autor des Septemberprogramms. Dieser schrieb selbst am 20. September 1914, der Kanzler würde „in der Frage der Kriegsziele immer nur hören“. Dennoch unterschrieb Bethmann Hollweg die im Septemberprogramm genannten Kriegsziele.
Von der patriotischen Begeisterung in Deutschland („Augusterlebnis“) blieb der Kanzler unterdessen weitgehend unberührt. Ein Brief an seinen Freund Oettingen, den er am 30. August 1914 aus dem Großen Hauptquartier versandte, legt davon Zeugnis ab:

„Arbeit und Hoffnung sind mir in den Händen entzweigeschlagen worden. Aber ich fühle mich unschuldig an den Strömen von Blut, die jetzt fließen. Unser Volk ist herrlich und kann nicht untergehen. Viel schweres, vielleicht sogar das Schwerste steht uns bevor.“

Karl Helfferich, der im Hintergrund eine enorme Feindseligkeit gegen einen der bedeutendsten Berater von Kaiser und Kanzler, Walther Rathenau, entwickelte, begleitete Bethmann Hollweg zur Obersten Heeresleitung. Helfferich schrieb später, dass die Frage „Wo ist ein Weg zum Frieden?“ Bethmann Hollweg unausgesetzt beschäftigt habe.
So erwog der Kanzler die Rückgabe der deutschen Kolonie Kiautschou (heute Qingdao) an China. Durch die damit verbundene Aufgabe des Ostasiengeschwaders sollte eine Wiederannäherung an Großbritannien und auch an Japan erzielt werden.
Dennoch stimmte laut Tirpitz der Kanzler im Gespräch August 1914 der Annexion Antwerpens und eines nördlichen Gebietsstreifens zu. In Anbetracht der Forderungen der Militärs stellte das tatsächliche Septemberprogramm eine deutliche Milderung dar. So wurde dort noch die Frage Antwerpen offen gelassen. Der vermeintlichen Fachkompetenz des Generalstabs sah sich der Reichskanzler nicht gewachsen, weshalb er seinen Kurs wiederum änderte. Zitate aus dieser Zeit belegen jedoch seine innere Distanz zu seinen eigenen politischen Entscheidungen. Seinem Mitarbeiter Otto Hammann schrieb Bethmann Hollweg am 14. November 1914 aus dem Großen Hauptquartier in Charleville:

„Ich bin immer voller Scham, wenn ich vergleiche, was in Berlin geleistet wird und was wir hier nicht tun. Komme ich gar zur Front und sehe die gelichteten Reihen unserer grauen Jungs […] in das Morden von Ypern marschieren, dann geht es mir durch Mark und Bein. […] Belgien ist eine harte Nuss. Ich habe anfangs die Phrase vom halbsouveränen Tributärstaat nachgeschwatzt. Jetzt halte ich das für eine Utopie. Selbst wenn wir den Bären schon erlegt hätten.“

Gegenüber dem freisinnigen Historiker Hans Delbrück gab Bethmann Hollweg 1918 zu, dass die Forderung der Wiederherstellung Belgiens wohl objektiv gesehen das Beste gewesen wäre. Doch unter dem enormen Druck, der von den Militärs ausging und nach Annexionen schrie („Diese verfluchte Stimmung des Hauptquartiers.“), sei dies damals nicht möglich gewesen und die Politik sei, nach Bismarck, nun mal die Kunst des Möglichen.
Stattdessen sprach der Kanzler vom „Faustpfand“ in Belgien und Frankreich. Diese Formulierung hatte für ihn das Gute, dass sie zu keiner verfrühten Festlegung führte. Denn erst am Ende des Krieges würde sich die Frage der Einlösung des Pfandes stellen. So war die Faustpfandformel eine rhetorische Waffe gegen annexionistische Ansprüche. Das am 4. August 1914 gesprochene Wort, mit dem sich Bethmann Hollweg zur Schuld am „Unrecht an Belgien“ bekannt hatte, nahm er – was allerdings einige Historiker in Zweifel ziehen  – wohl niemals zurück. Seinem Freund Karl von Weizsäcker gestand er im Mai 1917 ein, dass er mit beiden Formulierungen (Faustpfand, Unrecht an Belgien) auch die Sozialdemokratie hatte an das Kaiserreich binden wollen. Vor dem Untersuchungsausschuss der Weimarer Nationalversammlung 1919 unterstrich er, das Bekenntnis zum Unrecht nie widerrufen zu haben.
Jederzeit betonte Bethmann Hollweg den Verteidigungscharakter, den der Krieg seines Erachtens hatte. Er sprach stets von der „Sicherung“ des Reiches und, im Siegesfall, von einem „stärkeren Deutschland“, nie aber von einem „größeren“, wie der Alldeutsche Chemiker Hans von Liebig missbilligend bemerkte.

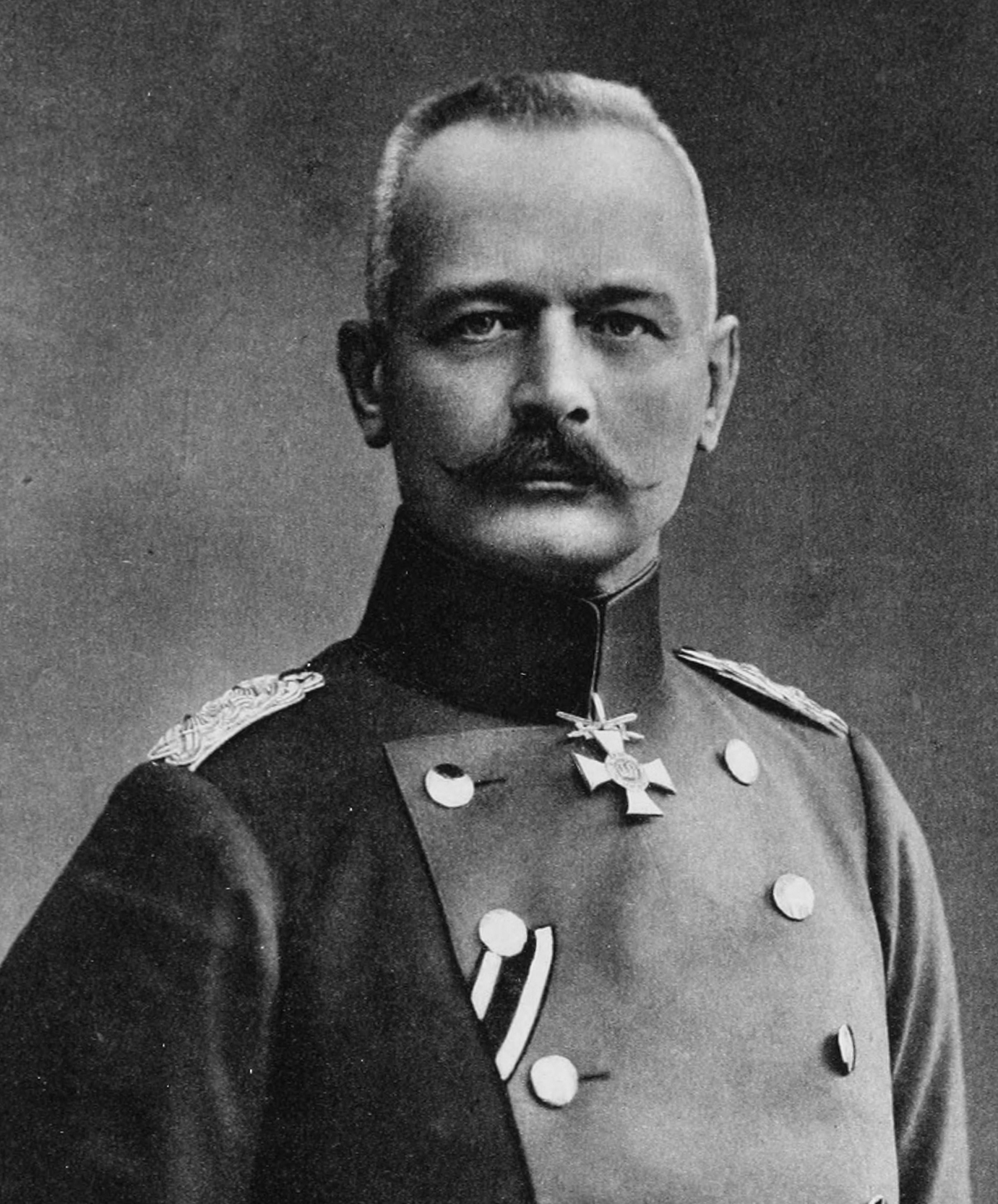
Generalstabschef Erich von Falkenhayn

Der linken, auf eine völlige Verzichtserklärung pochenden Seite konnte der Kanzler, obwohl er im März 1915 im Hauptquartier von der völligen Freigabe Belgiens sprach, auch nicht voll gerecht werden, um weiterhin des Wohlwollens Wilhelms II. sicher zu sein. Als weiteres Problem erwies sich die „militärische Volksaufklärung“. Bereits im September 1914 hatte Generalstabschef Erich von Falkenhayn die systematische Aufklärung der Öffentlichkeit über die ungünstige militärische Situation infolge der Marneschlacht gefordert. Auf Rat des Auswärtigen Amtes, das unberechenbare Folgen im Ausland fürchtete, und mehrerer Wirtschaftsverbände lehnte Bethmann Hollweg die Verbreitung der militärischen Wahrheit durch die Regierung ab.
Trotz aller Selbsttäuschung könne die Aufklärung „nur allmählich durch die Ereignisse selbst“ geschehen. Die Siegeszuversicht sei schließlich ein „moralischer Faktor von ungeheuerer Bedeutung“.
Während im Reichstag die Nationalliberalen in Unkenntnis der tatsächlichen Lage an der Front immer weiter nach rechts rückten und sich Annexionsgedanken hingaben, stellte Bethmann Hollweg fest, dass die Parteinahme für große Gebietsforderungen sich weitgehend mit der Gegnerschaft zur preußischen Wahlrechtsreform decke. So waren die außenpolitischen Fronten im Hintergrund auch innerpolitischer Natur, was sich für den Kanzler und das Kaiserreich als das entscheidende, tiefsitzende Problem erweisen sollte.
Doch zu Anfang des Krieges war es gelungen, die gesellschaftlichen Klüfte in nationaler Hochstimmung durch den sogenannten Burgfrieden zu überbrücken. Dieser Zusammenschluss basierte zu einem großen Teil auf der Arbeit des Kanzlers. So hatte er von Anfang an den Plan führender Militärs, so z. B. Tirpitz’, bei Kriegsbeginn den SPD-Vorstand zu verhaften und die Partei aufzulösen, entschlossen abgelehnt. Außerdem war Bethmann Hollweg offen auf die Sozialdemokratie zugegangen, um sie langfristig für das Kaisertum zu gewinnen. Doch schon die simple Geste eines Begrüßungshandschlags 1912 zwischen ihm und August Bebel war in weiten Kreisen der Medien als Ausdruck staatsfeindlicher Gesinnung gewertet worden.
Einem überparteilichen Kanzler musste es aber doch daran liegen, die Arbeiterschaft für die Mitwirkung im Krieg zu gewinnen. Über den Sozialdemokraten Albert Südekum, der aus seiner Fraktion dem Reichskanzler am nächsten stand und häufig als Bindeglied zwischen Regierung und parlamentarischer Opposition fungierte, ließ Bethmann Hollweg am 29. Juli 1914 bei der SPD anfragen, wie sie sich im Krieg stellen werde. Zu seiner Genugtuung erhielt er die Zusicherung, weder mit Sabotage noch mit Generalstreiks rechnen zu müssen. Nachdem er diesen Brief des SPD-Vorstandes dem Kaiser zur Kenntnis vorgelegt hatte, sprach dieser am 4. August im Reichstag das berühmte Wort: „Ich kenne keine Parteien mehr, kenne nur noch Deutsche.“ In der Sitzung des Preußischen Staatsministeriums vom 15. August forderte er eine gerechte Behandlung der Sozialdemokratie, was zu entrüsteten Äußerungen der Konservativen führte.
Rückblickend sah Bethmann Hollweg den Tag des Kriegsbeginns als einen der größten der deutschen Geschichte an. Am 4. August 1914 seien die inneren Schranken gefallen, die das Zusammenwachsen zum wahren Nationalstaat verhindert hätten. Zum Demokraten Conrad Haußmann, der mehrmals in Hohenfinow weilte, sagte er Anfang Oktober 1914:

„Es müssen die Schranken fallen, es fängt nach dem Krieg eine neue Zeit an. Die Standesunterschiede sind so stark zurückgetreten wie noch nie.“

Erst in den folgenden Wochen begann der Kanzler festzustellen, dass sich die Konservativen, „wie sie da so eiskalt sitzen“, nicht der neuen Gemeinschaft über alle Weltanschauungen hinweg anschließen wollten.

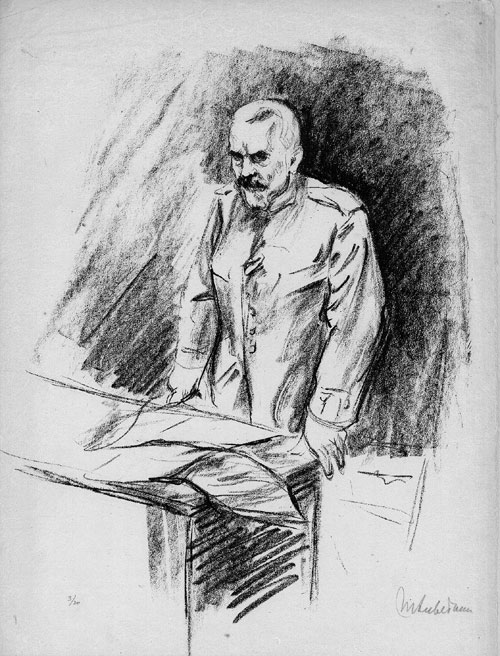
Max Liebermann: Theobald von Bethmann Hollweg, 1915

Bethmann Hollweg nahm unterdessen auch an Feindesopfern Anteil. In diesem Sinne rief er 1916 im Reichstag aus:

„Immer neue Völker stürzen sich in das Blutbad. Zu welchem Ende?“

Das Fehlen jedweder nationalistischer Hassgefühle prägte immer die Politik des Reichskanzlers. Mitten im Krieg gegen den „Erbfeind“ las er französische Literatur (Honoré de Balzac, Anatole France), erfreute sich an der Schönheit der französischen Sprache und beklagte, dass die Moderne Kunst in Berlin nicht so aufgeblüht war wie in Paris. (Siehe dazu auch: Rinnsteinkunst) Sein Lieblingsmaler war Max Liebermann, der ihm auch politisch nahestand und 1915 ein Bildnis des Kanzlers schuf.

#### 1915–1916: Erwachen
Im Sinne von Fortschrittlern und Linken bekannte sich die Regierung im Februar 1915 zur sogenannten „Neuorientierung“, die auch eine Wahlrechtsreform in Preußen beinhalten sollte. Den konservativen Innenminister Friedrich Wilhelm von Loebell (ehemaliger Kanzleramtsdirektor) wies Bethmann Hollweg an, einen Gesetzentwurf vorzulegen. Der im Frühsommer 1915 eingebrachte Reformentwurf sah allerdings wieder ein ständisch abgestuftes Wahlrecht vor. In der Thronrede 1916 stellte sich Wilhelm II. durch einen Hinweis auf die Neuorientierung – zum großen Unmut Loebells – hinter diese. Doch der kleine Wink des Kaisers, der für die Konservativen als besorgniserregende Geste verstanden wurde, ging Bethmann Hollweg nicht weit genug. Die Militärs reagierten mit Unmut auf die Wiederaufnahme der Bemühungen um die Wahlrechtsreform: Oberst Albrecht von Thaer nannte den Kanzler „untauglich“, die Reform „höchst überflüssig“. Der Kanzler „hätte doch besser Mädchenschullehrer werden sollen“.
Nach mehreren Entwürfen, die alle das Pluralwahlrecht erweiterten, jedoch nicht zum allgemeinen gleichen Wahlrecht überleiteten, sagte Bethmann Hollweg zu Wahnschaffe, das Dreiklassenwahlrecht sei „unmöglich geworden“ und es werde notwendig, zum gleichen Wahlrecht überzugehen.
Ende September 1915 empfing zum ersten Mal ein deutscher Kanzler im Reichskanzlerpalais einen Sozialdemokraten, Philipp Scheidemann, zum Diner. In seinen Erinnerungen schrieb Scheidemann:

„Jeder Satz des Kanzlers hat Sehnsucht nach Frieden und guten Willen geatmet.“

Von links und von rechts wurde ihm unterdessen Entscheidungsschwäche vorgeworfen. Das Fehlen einer politischen Mitte trat immer deutlicher zutage. Eine solche hätte sich vor allem auf die Nationalliberalen stützen müssen, die aber unter ihren annexionistischen Wortführern Ernst Bassermann und Gustav Stresemann nicht an eine Kooperation mit den hinter Bethmann Hollweg stehenden linksliberalen Fortschrittlern dachten.
Vermutlich von dem von ihm verehrten Großadmiral Alfred von Tirpitz vorgeschoben, schlug der Oldenburger Großherzog Friedrich August als ein Wortführer der Annexionisten bereits im März 1915 dem Bayerischen König vor, im Namen der deutschen Fürsten von Wilhelm II. die Entlassung des seiner Meinung nach zu schwachen Reichskanzlers Bethmann-Hollweg zu verlangen, der einem „deutschen Frieden“ im Wege stehe. Ludwig III., der selbst auch Bayern nach einem Sieg vergrößern wollte, ging darauf aber nicht ein, da diese Initiative der Vorsitzende im Bayerischen Ministerrat Georg von Hertling zu verhindern wusste.
Wie klar der Kanzler schon im Frühjahr 1915 die militärische Situation des Reichs sah, zeigte ein ungewöhnlicher Vorschlag an das preußische Staatsministerium: Darin legte er die Abtretung der Kreise Leobschütz und Pleß der Provinz Schlesien an Österreich nahe, damit der Donaumonarchie Gebietskonzessionen an Italien leichter fallen würden. Nur dadurch könne man den Kriegseintritt Italiens auf Seiten der Entente verhindern. Er erklärte den Ministern, dass, wenn Italien eingreife, der Krieg verloren sei. Seine Ministerkollegen lehnten den Vorschlag entsetzt als geradezu unpreußisch ab. Die am 23. Mai 1915 erfolgte Kriegserklärung Italiens erübrigte die weitere Erörterung des „schlesischen Angebotes“.
Am 7. Mai 1915 torpedierte ein deutsches U-Boot das britische Passagierschiff Lusitania vor Irland. Dabei starben über 120 Amerikaner, was das Verhältnis zu den Vereinigten Staaten erheblich belastete.
Damit trat die Frage des uneingeschränkten U-Boot-Krieges erneut auf die Tagesordnung. Im November 1914 hatte Tirpitz in einem Interview den U-Boot-Krieg als das einzige wirklich effektive Gegenmittel gegen die Seeblockade, die das Vereinigte Königreich über Deutschland verhängt hatte, bezeichnet. In der Erwartung, dass humanitäre Argumente bei der Admiralität kaum auf Widerhall stoßen würden, hatte der Reichskanzler versucht, durch kritische Fragen den uneingeschränkten U-Boot-Krieg zu vermeiden oder zumindest hinauszuzögern. So zweifelte er an der kriegsentscheidenden Bedeutung einer solchen militärischen Aktion gegen die britische Kriegswirtschaft. Auch befürchtete der Kanzler früh den Kriegseintritt der USA auf Seiten der Entente.
Obwohl auch Generalstabschef Falkenhayn schwankte, gab Wilhelm II., der anfangs von einer „unchristlichen Kriegsführung“ gesprochen hatte, der Admiralität teilweise nach. Im Februar 1915 erklärte der Kaiser die Gewässer um die britischen Inseln zum Kriegsgebiet. Dies bedeutete zwar keineswegs die Erlaubnis eines uneingeschränkten U-Boot-Krieges, doch löste die deutsche Vorgehensweise scharfe Proteste bei den neutralen Anrainerstaaten aus.

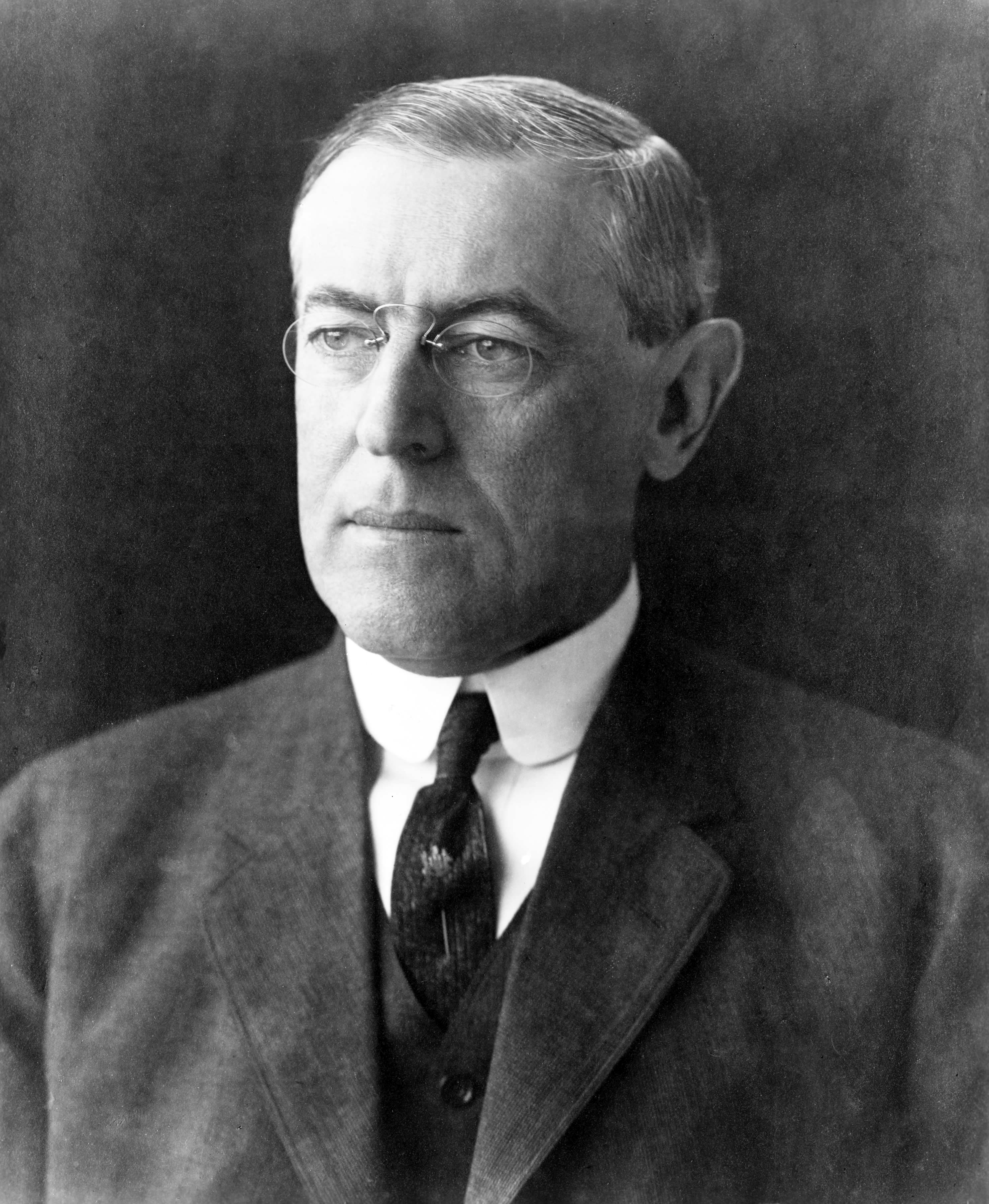
Der amerikanische Präsident Woodrow Wilson – Hoffnung Bethmann Hollwegs für einen Verständigungsfrieden

Dennoch galt das Angebot des amerikanischen Präsidenten Woodrow Wilson, für Vermittlung und Ausgleich zwischen den Kriegsparteien zu sorgen. Bethmann Hollweg war bereits 1911 von einer diplomatischen Bemühung Amerikas angetan gewesen: Damals hatte der ehemalige Präsident Theodore Roosevelt während eines Berlin-Aufenthaltes einen „Transatlantischen Dreibund“ aus Großbritannien, Deutschland und den Vereinigten Staaten vorgeschlagen. Begeistert schrieb Bethmann Hollweg an die deutschen Botschaften in London und Washington, sie sollten an der Verwirklichung dieser Idee engagiert mitwirken. Doch die internationale Entwicklung entfernte die Staaten immer weiter voneinander.
Am 19. August 1915, noch immer im politischen Fahrwasser der Lusitania-Versenkung, trat Bethmann Hollweg vor den Deutschen Reichstag und sprach den markigen und nachhallenden Satz:

„Die Macht können wir – auch nach außen hin – nur im Sinne der Freiheit gebrauchen.“

Dennoch waren machtpolitische Überlegungen oft wichtiger als moralische Grundsatzfragen. Als sich die Berichte der deutschen Vertreter im Osmanischen Reich über Massaker an den Armeniern häuften und sogar der Botschafter in Istanbul Paul Wolff Graf Metternich, im Dezember 1915 ein Einschreiten forderte, vermerkte der Kanzler: „Unser einziges Ziel ist, die Türkei bis zum Ende des Krieges an unserer Seite zu halten, gleichgültig, ob darüber Armenier zu Grunde gehen oder nicht.“
Die Einführung der allgemeinen Wehrpflicht in Großbritannien sorgte im Januar 1916 in Berlin und Washington gleichermaßen für Unmut. Präsident Wilson regte die Einberufung einer Friedenskonferenz an und entsandte den Sonderbeauftragten Oberst House (siehe auch: Grey-House-Memorandum) nach Berlin. Am 19. Februar 1916 wurde die bedeutsame „U-Boot-Denkschrift“ des Reichskanzlers veröffentlicht. Darin verwendete er das später so berühmt gewordene Wort vom „Eisernen Vorhang“, der nicht um England gezogen werden dürfe.
Gegenüber dem Admiral von Müller verlieh er seiner großen Sorge Ausdruck, die Neutralen könnten sich geschlossen gegen Deutschland stellen, wenn das Reich im Krieg nicht die völkerrechtlichen Abkommen der Haager Landkriegsordnung beachten würde.

„Man wird uns erschlagen wie einen tollen Hund.“

Anfang März 1916 zeigte sich Bethmann Hollweg im Hauptquartier in Charleville in ungewohnter Härte. Unter Androhung seines Rücktritts setzte er die Hinauszögerung des uneingeschränkten U-Boot-Krieges tatsächlich durch. Daher reichte Tirpitz wenig später seinen Rücktritt ein, den er am 12. März auch erhielt. Der größte Widersacher des Kanzlers und Befürworter der U-Boot-Kriegsführung, die Bethmann Hollweg ein „Verbrechen am deutschen Volke“ nannte, war geschlagen.
Am 10. März schrieb Albert Ballin an den Reichskanzler, dieser sei mit dem Krieg ganz außerordentlich gewachsen und nehme mit erstaunlicher Frische und Wucht Verantwortungen auf seine Schultern, denen er früher vermutlich ausgewichen sei. Der Kanzlerberater Riezler meinte, der Herr auf Hohenfinow sei in seine weltgeschichtliche Stellung hineingewachsen.
In Berlin stand zu diesem Zeitpunkt (24. März 1916) allem Anschein nach das Auseinanderbrechen der SPD bevor. Während einer Reichstagssitzung hatten weite Kreise der Sozialdemokraten dem Regierungschef Bethmann Hollweg Zustimmung geäußert. Der gemäßigte Flügel unter Friedrich Ebert schien sich vollends von der linken Parteiseite zu trennen. Der SPD-Vorsitzende Hugo Haase, der im Reichstag leidenschaftlich gegen das unermessliche Blutvergießen des Krieges und gegen die Annahme des Notetats gesprochen hatte, wurde deshalb zum Rücktritt gezwungen und mit seinen Anhängern aus der SPD-Fraktion ausgeschlossen. Bethmann Hollweg hoffte auf einen Zusammenschluss der seine Kriegspolitik unterstützenden Sozialdemokraten und der Fortschrittlichen Volkspartei zu einer Fraktion der Mitte („Fraktion der Vernünftigen“).
Doch noch am selben Tag trat die USA-Problematik durch den Abschuss der Sussex erneut hervor. Bethmann Hollweg drängte gegenüber dem amerikanischen Botschafter in Berlin, James W. Gerard, auf Vermittlung von Präsident Wilson im internationalen Konflikt. Er brachte die Entsendung eines deutschen Sondergesandten, für den er Wilhelm Solf vorsah, ins Gespräch und beteuerte, Deutschland stimme jederzeit einem Friedensschluss „unter liberalen Bedingungen“ zu.

#### Die 3. OHL Hindenburg und Ludendorff

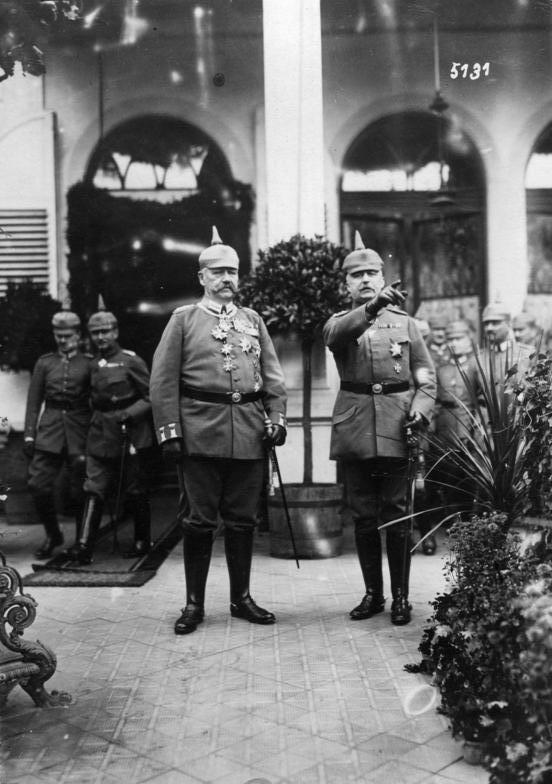
Hindenburg und Ludendorff 1917

Im Februar 1916 begann die deutsche Offensive vor Verdun. Falkenhayn wollte Frankreich, da ein schnelles Vorankommen, wie es 1870/71 geglückt war, an der Realität der Schützengräben scheiterte, „ausbluten“ lassen. Als Nachrichten von den grausamen Umständen vor Verdun in die deutsche Presse kamen, schrieb Bethmann Hollweg an Kabinettschef Rudolf von Valentini, er müsse den Kaiser dahin umstimmen, Paul von Hindenburg zum neuen Leiter des Generalstabs zu ernennen.
Im Juli verschärften sich die Spannungen zwischen Falkenhayn und dem Gespann Hindenburg-Ludendorff. Industrielle wie Carl Duisberg, Emil Kirdorf und Ernst Poensgen, aber auch Paul Rohrbach und Walter Rathenau sprachen dafür, die OHL an die angeblich willensstarken Männer Hindenburg und Ludendorff zu übertragen und den beiden Offizieren diktatorische Vollmachten auch im zivilen Bereich zu geben. Bethmann Hollweg unterstützte diese Pläne, indem er öffentlich behauptete, der Name Hindenburg sei der Schrecken der Feinde. Er setzte durch, dass der Kaiser Hindenburg den Oberbefehl für die gesamte Ostfront übergab. Da Falkenhayn die von Hindenburg geforderten zusätzlichen Truppen nicht hergeben wollte und konnte, war der Konflikt programmiert, der Falkenhayn das Amt kosten sollte. Den letzten Anlass lieferte die Kriegserklärung Rumäniens. Am 28. August setzte Bethmann Hollweg beim Kaiser die Entlassung Falkenhayns durch; am folgenden Tag ernannte Wilhelm II. Paul von Hindenburg zum Chef des Generalstabs des Feldheeres und Erich Ludendorff zum voll verantwortlichen Ersten Generalquartiermeister. Diese Stelle wurde eigens für Ludendorff erfunden, der, wie alle Beteiligten wussten, der eigentliche Kopf der neuen OHL war. Unter dem neuen Führungsduo Hindenburg und Ludendorff, den der Kaiser für einen „zweifelhaften, vom Ehrgeiz zerfressenen Charakter“ hielt, nahm die dritte Oberste Heeresleitung ihre Arbeit auf.
1916 erhielt mit der Polenfrage ein altes Problem wieder Aktualität. Schon im Juli 1914 hatte Wilhelm II. dem polnischen Grafen Bogdan von Hutten-Czapski erklärt, er wolle, falls Deutschland siege, dem polnischen Volk die Freiheit schenken und es in die Unabhängigkeit entlassen. Ein Jahr später befand sich ganz Kongresspolen in der Hand der Mittelmächte. Falkenhayn drängte auf den Anschluss Polens an Österreich-Ungarn, was Bethmann Hollweg im Hinblick auf Aussicht eines Friedens mit Russland als die „am wenigsten ungünstige“ Lösung bezeichnete.
Mit dem Wechsel im Generalstab änderte sich der Tonfall: General Ludendorff forderte die sofortige Errichtung eines scheinselbstständigen Königreichs Polen als „Zuchtstätte für Menschen, die für weitere Kämpfe im Osten nötig sind“. Ludendorffs Gedanken von Zwangserhebungen in Polen standen im Gegensatz zu den Vorstellungen des Kanzlers. Im Frühjahr 1916 fand der Kanzler im Reichstag eindringliche Worte gegen den Annexionismus:

„Für Deutschland, nicht für ein fremdes Stück Land, bluten und sterben Deutschlands Söhne.“

In Verhandlungen mit dem österreichischen Außenminister Stephan Burián von Rajecz im August 1916 einigten sich die Vertreter der Mittelmächte auf ein unabhängiges konstitutionelles Königreich Polen, das aber, wie Bethmann Hollweg durchsetzte, erst nach Kriegsende ausgerufen werden sollte. Am 18. Oktober 1916 wurde nach Protesten aus Wien die Einigung über Polen vom August für ungültig erklärt und die Unabhängigkeit Polens auf den November vorgezogen. Am 5. November 1916 wurde die Proklamation des Regentschaftskönigreichs Polen verkündet.
Bethmann Hollweg war dem Druck der Heeresleitung und der Donaumonarchie erlegen. Nur Zwangsrekrutierungen konnte er verhindern; doch die Tatsache, dass die Militärs mit der polnischen Wehrmacht sofort nach Ausrufung der polnischen Unabhängigkeit mit der Rekrutierung erster Freiwilliger anfingen, offenbarte die radikalen Pläne Ludendorffs. Obwohl der Kanzler nicht die treibende Kraft in der Polenfrage war, ja sogar offenen Widerstand gegen die OHL leistete, war er der letztlich politisch Verantwortliche und den Anklagen der Geschichte ausgesetzt. Kurt Riezler schrieb dazu treffend: „Der General drängt, der Kanzler zögert.“
Im Herbst 1916 war von der OHL, die zunehmend zur tatsächlich regierenden Kraft im Reich wurde, ein Kriegsleistungsgesetzentwurf ausgearbeitet worden. Dieser stand unter dem Motto „Wer nicht arbeiten will, soll auch nichts essen“ und enthielt u. a. den Vorschlag der Frauenzwangsarbeit. Oberst Max Bauer, der Verfasser der Schrift, stieß auf entsetzte Proteste beim Kanzler und dem Preußischen Kriegsministerium, die den Plan schließlich zu Fall brachten.
Zur gleichen Zeit erfolgte auf Drängen der OHL die Deportation belgischer Arbeiter ins Reich. Trotz des Appells Bethmann Hollwegs, die Frage der Zwangsarbeiter sorgfältig zu prüfen, fanden solche Zwangsmaßnahmen bis Februar 1917 statt.

#### 1916/17: Friedensinitiativen der USA und U-Boot-Krieg
Am 9. November 1916 hielt Bethmann Hollweg eine viel beachtete Rede vor dem Hauptausschuss des Reichstags. Nachdem er, in Erwiderung der Vorwürfe des britischen Außenministers, bekräftigt hatte, die Annexion Belgiens niemals als deutsche Absicht bezeichnet zu haben, rief er:

„Deutschland ist jederzeit bereit einem Völkerbund beizutreten, ja, sich an die Spitze eines Völkerbundes zu stellen, der Friedensstörer im Zaume hält.“

Diese fortschrittlichen Worte stellten zudem die Zustimmung des Kanzlers zu den Ausführungen des amerikanischen Präsidenten Wilson dar, der einen Verständigungsfrieden auf der Grundlage eines zu gründenden Völkerbundes gefordert hatte. Zudem verfolgte das Bethmann-freundliche Lager in Deutschland den Aufstieg des Walisers David Lloyd George in Großbritannien mit Sorge. Im September 1916 sprach Lloyd George sein berühmtes Wort vom „Knock-Out“, dem Deutschland erliegen müsse. Lloyd George stieg im Dezember 1916 schließlich zum britischen Premierminister auf.
Die Zentrumsfraktion brachte am 7. Oktober durch eine Resolution eine Wendung in die Frage des uneingeschränkten U-Boot-Krieges. Das Zentrum schwenkte darin gänzlich auf die Linie der Militärs um und forderte erstmals den uneingeschränkten U-Boot-Krieg. Bethmann Hollweg schrieb später in seinen Betrachtungen, das Parlament habe damit die politische Macht vollends an die OHL abgegeben.
Im Staatsministerium machte der Kanzler am 20. Oktober den Vorschlag eines eigenen Friedensangebotes der Mittelmächte, wobei er sich auf das Ausbleiben einer greifbaren Initiative der USA und die Unterstützung des Österreichers Burián berief. Ihm schwebte die weitestgehende Wiederherstellung der Vorkriegssituation vor. Admiral Henning von Holtzendorff schrieb anlässlich des Kanzlervorschlags an Admiral von Müller: „Nichts als Sorge, nichts als Friedenssehnsucht kultiviert sein Hirn und Herz.“
Mitte November 1916 ließ Bethmann Hollweg über den Botschafter Johann Heinrich von Bernstorff in Washington anfragen, wie es mit der Aussicht auf eine Friedenskonferenz stehe. Doch als das Weiße Haus weiterhin Unentschlossenheit zeigte, sah Bethmann Hollweg die vielleicht letzte Chance auf einen Ausgleichsfrieden in einem eigenen Friedensangebot.
Nach dem Sieg über Rumänien, als die militärische Situation sich wieder zugunsten des Kaiserreichs geändert hatte, offerierte der Kanzler am 12. Dezember im Reichstag der Entente einen „Frieden der Verständigung“. Dabei hatte er die volle Unterstützung des Kaisers hinter sich, der in Zustimmung zu den Bemühungen Bethmann Hollwegs schrieb, der Friedensvorschlag sei „eine sittliche Tat, die notwendig ist, um die Welt von dem auf allen lastenden Druck zu befreien.“ Die Regierungen der Entente-Staaten schätzten die Initiative allerdings anders ein.

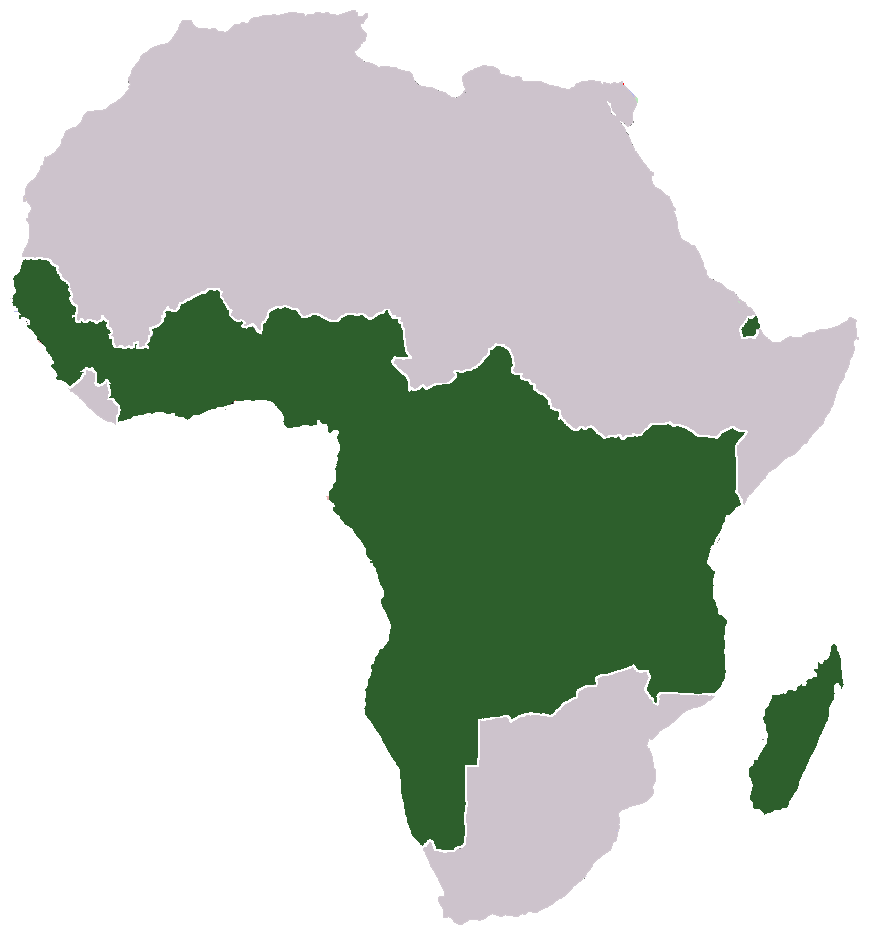
Karte von Deutsch-Mittelafrika: deutsche Kolonien statt Annexionen in Europa zur Sicherung eines dauerhaften Friedens

Am 18. Dezember erfolgte dann doch die lange erwartete Friedensinitiative Wilsons. Der amerikanische Präsident forderte die Offenlegung klar formulierter Kriegsziele, wozu das Kaiserreich bereit war, ebenso zur Freigabe Belgiens. Als Reaktion auf alldeutsche Forderungen machte Wilhelm Solf den ausgleichenden Vorschlag, ein zusammenhängendes deutsches Kolonialreich in Zentralafrika unter Annexion Belgisch-Kongos zu schaffen. Durch die Schaffung eines Deutsch-Mittelafrika sollte der zukünftige Frieden nicht durch Annexionen in Europa belastet werden. Dabei war die Umsetzung des kolonialen Kriegszieles niemals vorrangig. Stattdessen kam es Bethmann Hollweg und Solf auf die Formulierung eines im In- und Ausland akzeptablen deutschen Kriegszieles im Falle eines Siegfriedens, an den die beiden Politiker ohnehin nicht mehr glaubten, an.
Doch als die Entente ihrerseits nicht zu solchen Kompromissen bereit war, forderte Bethmann Hollweg am 7. Januar 1917 das sofortige Einlenken der Feinde, ansonsten würde Deutschland mit dem uneingeschränkten U-Boot-Krieg reagieren. Die Randbemerkung des Kanzlers an diese Eingabe, die an Botschafter Bernstorff geschickt wurde, zeigte wiederum die ausweglose Lage: „Vielleicht wissen Sie ja noch eine Möglichkeit, den Bruch mit Amerika zu vermeiden.“
Am Tag darauf reiste der Reichskanzler anlässlich des dort tagenden Kronrates nach Pleß (Schlesien), wo die Entscheidung über den U-Boot-Krieg fallen sollte. Nachdem die OHL und der Reichstag bereits ihre Zustimmung geäußert hatten, lag die letzte Entscheidung nun beim Kaiser. Dieser war, wie Bethmann Hollweg später schrieb, bei der Ankunft des Kanzlers bereits ganz hinter Ludendorff zurückgetreten. Dieser behauptete, Amerika habe „keine Soldaten“ und falls doch, so seien Frankreich und England durch die U-Boot-Kriegsführung bei der Ankunft der US-Streitkräfte schon besiegt. Diese Argumentation ließ den Kaiser fragen, warum Bethmann Hollweg denn „immer noch Bedenken“ habe.
Einerseits lässt sich gegen Bethmann Hollwegs spätere Feststellung, der U-Boot-Krieg sei letztendlich geführt worden, weil eine Mehrheit in Reichstag, Oberster Heeresleitung und dem deutschen Volk ihn gewollt habe, kaum etwas sagen. Andererseits hatte er doch bis zuletzt für einen Ausgleichsfrieden gekämpft und von den Bedenken seiner politischen Freunde, insbesondere Solfs und Bernstorffs, gewusst. Wilhelm Solf war von der Nachricht aus Pleß tief enttäuscht und ließ sich krankschreiben. Er schrieb: „Man kann nicht mit der einen Hand den Olivenzweig halten und mit der anderen die Pistole abknallen.“
Diese Existenzfragen führten beim Reichskanzler zu Rücktrittsgedanken. Doch er blieb – was Ballin als „Kleben am Amt“ bezeichnete. Walther Rathenau gegenüber sagte er später, er sei geblieben, um trotz des U-Boot-Krieges die Chancen auf einen Verständigungsfrieden zu bewahren. Zu Riezler meinte er 1919, er habe dem „Säbelregiment der Alldeutschen“ nicht den Platz räumen wollen. Nach Auffassung seines Biographen Vietsch leitete ihn das tiefe Treuegefühl zum Kaiser, den er nicht durch seinen Rücktritt bloßstellen wollte. In Deutschland galt Bethmann Hollweg seit diesem Tag als gescheiterter Politiker.
Nach der Entscheidung von Pleß verlas Wilson am 22. Januar vor dem amerikanischen Senat eine Botschaft – Vorläufer des 14-Punkte-Programms –, in der er für einen Frieden ohne Sieger und das Selbstbestimmungsrecht der Völker plädierte. Im März 1917 erschütterte die russische Februarrevolution das europäische Machtgefüge. Am 29. März trat Bethmann Hollweg vor die Presse und erklärte entgegen den Wünschen der Konservativen, das Reich werde die Regierung des Zaren unter keinen Umständen wieder einsetzen. Die inneren Angelegenheiten Russlands seien Sache des russischen Volkes. Zudem erschien ihm durch die innenpolitischen Wirren die Chance auf einen Sonderfrieden mit Russland größer, was auch in der Unterstützung des Kaiserreichs für die Rückreise Lenins Ausdruck fand.

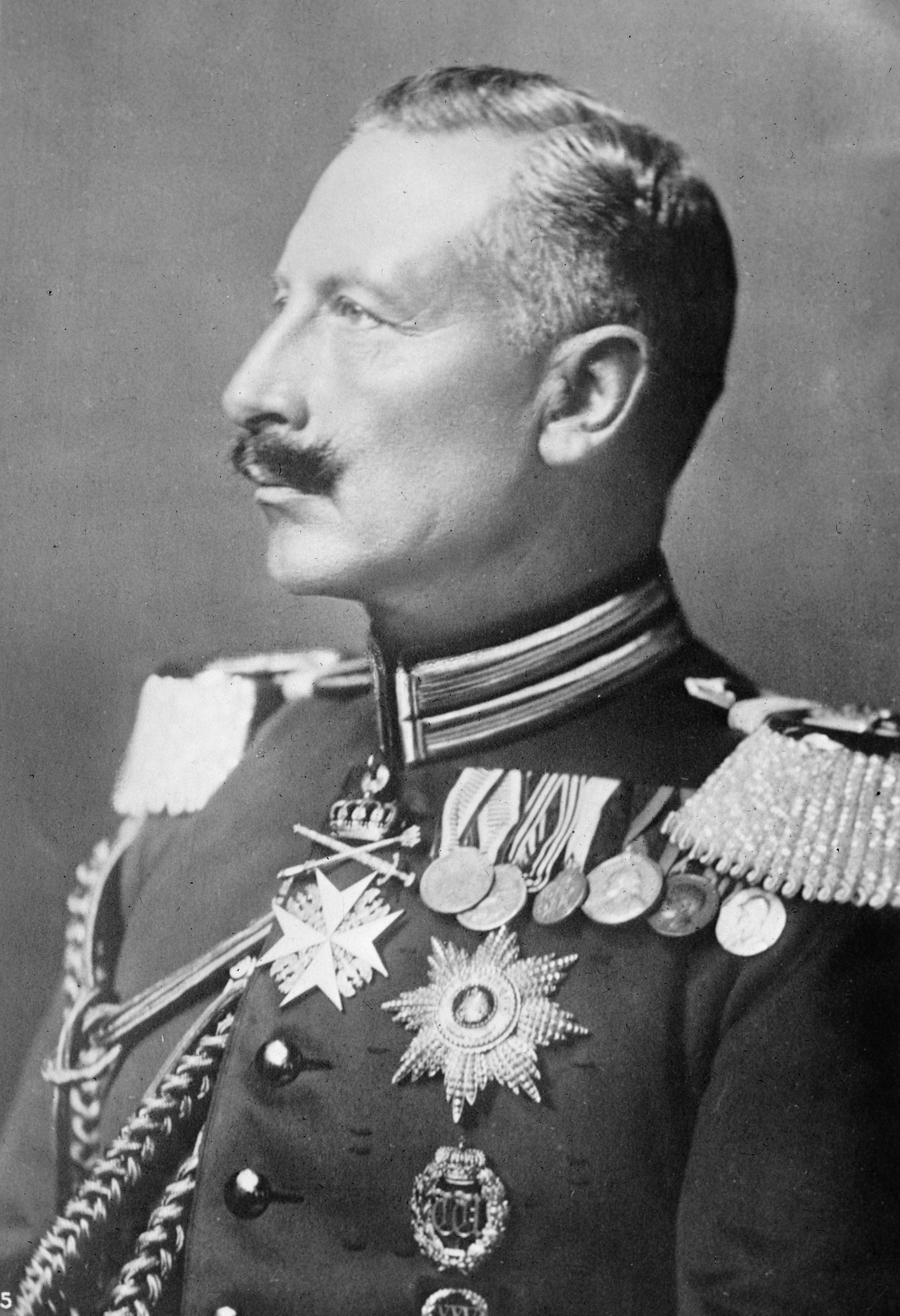
Kaiser Wilhelm II.

Durch die neue Sachlage, die sich auch durch den erwarteten Kriegseintritt Amerikas am 9. April ergab, veranlasst, lud Wilhelm II. zu einer Besprechung der Kriegsziele ins Hauptquartier nach Bad Kreuznach. Am 23. April 1917 fand hier die Kreuznacher Kriegszielkonferenz, zu der auch Mustafa Kemal Pascha erschienen war, in angespannter Atmosphäre statt: Zunächst stellte Bethmann Hollweg den Verzicht auf alle Annexionen in Erwägung. Dies lehnte die OHL grundsätzlich ab. Stattdessen führten die Militärs ihre Vorstellungen unbehelligt aus. Valentini nannte die Gespräche „kindisch“, da alle Beteiligten bemerkten, dass der Kanzler den Kriegszielen der OHL nur zustimmte, weil er an ihre Ausführung nie glaubte. „Ich habe das Protokoll nur mitgezeichnet, weil mein Abgang über Phantastereien lächerlich wäre. Im übrigen lasse ich mich durch das Protokoll in keiner Weise binden. Wenn sich irgendwo Friedensmöglichkeiten eröffnen, verfolge ich sie.“
Seine tatsächliche Beengtheit zeigen Äußerungen gegenüber seinem Freund Weizsäcker: „Im Schützengraben zu sein, ist leichter, da kann man sich eine Kugel durch den Kopf schießen. In dieser furchtbaren Lage kann ich das nicht.“

#### Die Frage der preußischen Wahlrechtsreform
In diesen Tagen trat die Frage der so lange verschobenen Wahlrechtsreform in Preußen wieder auf die politische Tagesordnung. Die Sozialdemokraten nannten im Frühjahr 1917 die Behandlung dieser Frage einen „Skandal“ und forderten „Mut zur befreienden Tat“. Am 27. Februar 1917 trat Bethmann Hollweg vor den Reichstag und führte in seiner Rede, die er später seine „bedeutsamste“ nannte, seine Ansichten zur Neuorientierung aus. „Als ob es in unserem Belieben läge, ob wir uns neu orientieren wollen oder nicht. Nein, eine neue Zeit mit einem erneuerten Volk ist da. Der gewaltige Krieg hat sie geschaffen.“ Jenseits von allen westlichen Grundsätzen forderte der Kanzler, den „richtigen politischen Ausdruck für das zu finden, was dieses Volk ist“. Die typisch deutsche Ausprägung einer freiheitlichen Staatsform sah er in einer Monarchie, die sich „auf die breiten Schultern des freien Mannes“ stütze. Dies sei der wahre Sinn des preußischen Königtums. Die Linke versuchte er erneut auf die bestehende Staatsform zu verpflichten: Ein fortschrittliches, soziales „Volkskaisertum“ erschien ihm für rechts und links annehmbar und daher die langfristige Lösung der inneren Probleme.
Doch diese Staatsform war nach außen hin – insbesondere in Hinblick auf die USA – ohne Werbekraft. Bethmann Hollwegs schicksalhafte intellektuelle Begrenzung im deutschen Idealismus ließ ihn die internationale Wirkung verkennen. In den letzten Monaten seiner Amtszeit verfolgte der Reichskanzler das Ziel einer parlamentarischen Monarchie und trieb nun somit auch die Frage des allgemeinen Wahlrechts voran. Am 9. März entfernten sich die Konservativen noch weiter von der Mitte und lehnten nunmehr den „ganzen liberalen und parlamentarischen Gedanken“ ab. Um den Bruch mit den Konservativen zu vermeiden, verzichtete der Kanzler und preußische Ministerpräsident in seinen Ausführungen im preußischen Herrenhaus wiederum auf allgemeine Verfassungstheorie. Doch erteilte er dem Verharren auf dem Dreiklassenwahlrecht eine klare Absage und bekannte, dass ihm die möglichst baldige Reform des Wahlrechts am liebsten sei. Dennoch wies er darauf hin, dass Hektik in dieser Frage „tödlich“ wirken könne und rief die weithallenden Worte:

„Wehe dem Staatsmann, der die Zeichen der Zeit nicht erkennt, wehe dem Staatsmann, der glaubt, dass wir nach einer Katastrophe, wie sie die Welt überhaupt noch nicht gesehen hat, einfach an das anknüpfen könnten, was vorher war.“

Obwohl Bethmann Hollweg den Bruch durch unpräzise Formulierungen hatte vermeiden wollen, fasste die Rechte die Rede als Ausdruck staatsfeindlicher Gesinnung auf. Der reaktionäre Flügel der Konservativen beschimpfte den Kanzler als „Gefolgsmann der Juden und Sozialdemokraten“. Der fortschrittliche Conrad Haußmann sprach dagegen von einem „historischen Ereignis“, da sich der Kanzler offen auf die linke Seite gestellt habe.
Wie sehr Bethmann Hollweg, trotz seiner teils vertröstenden Ausführung, jetzt doch noch bereit war, seine freiheitlichen Auffassungen in die Tat umzusetzen, verdeutlichen seine Ausführungen gegenüber Oettingen: Wenn er sich stärker fühle, würde er sich selbst „an die Spitze der Sozialdemokraten setzen“ und das gleiche Wahlrecht sofort und ohne weiteres einführen. Aber er sei schwach und die Konservativen seine grimmigsten Feinde, viel stärker als es schiene.
Am 31. März 1917 berief Bethmann Hollweg eine Kommission zur Ausarbeitung einer kaiserlichen Botschaft, die das gleiche Wahlrecht ausdrücklich nennen sollte. Der müde und verbrauchte Kanzler raffte all seine verbliebene Entschlossenheit zusammen und reiste nach Bad Homburg zu Wilhelm II. Innenminister von Loebell, der größte politische Gegner der Neuorientierung, war gerade erkrankt, was die Situation Bethmann Hollwegs kurzzeitig verbesserte. Der Kaiser sprach sich zwar für die Neuorientierung aus, verweigerte aber unter Rücksichtnahme auf die konservativen Kreise den direkten Hinweis auf das gleiche Wahlrecht. Bethmann Hollweg legte dem Kaiser bewegt dar, dass es ihm unmöglich sei, eine Vorlage zu vertreten, nach der ein „mit dem Eisernen Kreuz I. Klasse geschmückter Arbeiter neben einem bemittelten Drückeberger desselben Dorfes“ mit ungleichem Stimmrecht zur Wahl gehen müsse. Schließlich stimmte Wilhelm II. den Formulierungen der Osterbotschaft und damit der Demokratisierung Preußens zu.

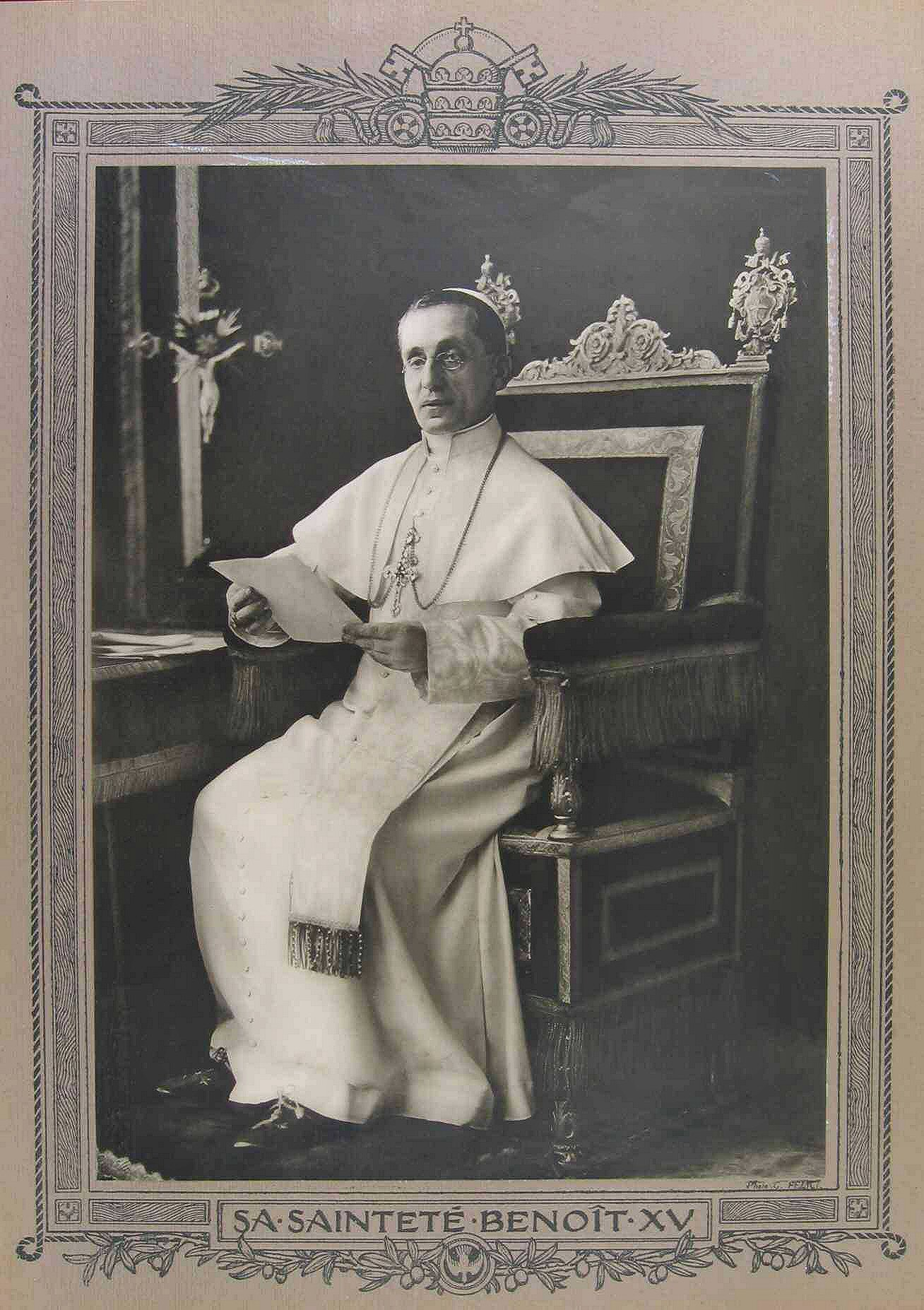
Papst Benedikt XV. – letzte Hoffnung auf einen Verständigungsfrieden

Ende Juni sandten Scheidemann und Eduard David dem Kanzler einen Bericht über den Internationalen Sozialistenkongress in Stockholm zu, in dem sie die Chance auf einen russischen Sonderfrieden als sehr gering einschätzten. Bethmann Hollweg, an den Ausführungen der Sozialdemokraten interessiert, erbat und erhielt ein entsprechendes Memorandum. Die SPD forderte von der deutschen Regierung ein klares Bekenntnis zu einem Frieden ohne Annexionen. In diese Zeit fiel die Hoffnung auf die Friedensinitiative des Papstes, Benedikts XV. Dieser hatte angeboten, zwischen den Kriegsparteien zu vermitteln. Kanzler und Wilhelm II. erklärten sich mit den Bemühungen des Papstes einverstanden und waren zur Freigabe Belgiens und Abtrennung Elsass-Lothringens bereit. Der hochzufriedene Nuntius in München, Eugenio Pacelli, sagte später vertraulich, dass die Friedensaussichten ohne den Abgang Bethmann Hollwegs gut gewesen seien.
In dieser Situation fand der Zentrumsabgeordnete Matthias Erzberger mit seiner Initiative einer Friedensbemühung des Reichstags beim parlamentarischen Hauptausschuss Gehör. Die Bestrebungen, die sich in ihrer Radikalität auch gegen den Kanzler richteten, verwunderten Bethmann Hollweg, war doch die Position der breiten Reichstagsmehrheit auch immer die seine gewesen.

### Rücktritt und Ruhestand
Gustav Stresemann, der den Kanzler, ungeachtet seiner eigenen annexionistischen Positionen, bei möglichen Friedensverhandlungen für ungeeignet hielt, erklärte: „Es gibt keinen vergewaltigten Reichskanzler. Ein Reichskanzler muss sich durchsetzen können, wenn er das nicht kann, muss er die Konsequenzen ziehen.“
In seiner Antwort sprach Bethmann Hollweg von den „überwältigenden Leistungen des Volkes in diesem Kriege“. Er war der festen Überzeugung, dass das gleiche Wahlrecht „keine Beeinträchtigung, sondern außerordentliche Stärkung und Festigung des monarchischen Gedankens“ bringen würde. Unter dem Eindruck dieser Worte sagte Kaiser Wilhelm II. zu seinem Kabinettschef von Valentini:

„Und den Mann soll ich entlassen, der alle anderen um Haupteslänge überragt!“

Zwei Tage nach der Rede des Kanzlers veröffentlichte der Kaiser seine „Julibotschaft“, in der er zusagte, dass „die nächsten Wahlen nach dem neuen, gleichen Wahlrecht stattfinden können“. Wilhelm Solf nannte dies später einen „vollen Sieg der Idee des sozialen Kaisertums“. Als Reaktion darauf verbreitete Oberst Max Bauer, Beauftragter der OHL, die Nachricht, dass Ludendorff den Krieg für verloren halte, wenn der Kanzler bliebe. Kronprinz Wilhelm schlug seinem Vater vor, Vertreter der Reichstagsfraktionen zum Verbleiben des Kanzlers zu befragen. Die Abgeordneten Kuno von Westarp, Gustav Stresemann und Erich Mertin sprachen sich für die Entlassung des Kanzlers aus, lediglich Friedrich von Payer und Eduard David für seinen Verbleib im Amt.
Bethmann Hollweg schien den Mehrheitsparteien des Reichstags bei ihren Bemühungen um einen Verständigungsfrieden als Verhandlungsführer mit den Kriegsgegnern nicht akzeptabel, da er schon zu lange in dieser Position war und ihrer Ansicht nach zu schwach gegenüber der Obersten Heeresleitung auftrat. Der Obersten Heeresleitung war er zu kompromissbereit, hatte er doch innere Reformen in Aussicht gestellt.

Gutshaus Hohenfinow (1906, abgerissen in den 1950er Jahren) – Rückzugsort Bethmann Hollwegs

In einem Fernschreiben vom 12. Juli 1917 an den Kaiser drohte Ludendorff dann auch tatsächlich mit seinem Rücktritt als Stabschef der Obersten Heeresleitung:

„Euer Majestät haben sich in der schwersten Krise, die über Deutschland und Preußen hereingebrochen ist, für den Verbleib des Leiters dieser Politik, den Herrn Reichskanzler, in seinem Amt entschieden. […] Das Vaterland muss an diesem Mangel an vertrauensvoller Zusammenarbeit leiden. Euer Majestät ausgleichender Befehl kann dies nicht verhindern. Euer Majestät kann ich in meiner Stellung nicht mehr dienen, und Euer Majestät bitte ich untertänigst, mir den Abschied zu bewilligen.“

Sein Chef Hindenburg schloss sich diesem Ultimatum an. Um dem Kaiser und sich die Peinlichkeit einer Entlassung zu ersparen, reichte Bethmann Hollweg seinen Rücktritt ein. Der Kaiser gab dem Druck der Militärführung nach und stimmte dem Gesuch zu. Am 13. Juli 1917 trat Bethmann Hollweg zurück.
Die Reaktionen auf den Rücktritt des Reichskanzlers waren ebenso unterschiedlich wie die Einschätzungen seiner Tätigkeit in seiner Amtszeit. Der deutsche Kronprinz sprach vom „schönsten Tag seines Lebens“. Dagegen waren seine Unterstützer Solf und Max von Baden enttäuscht über die Nachricht seines Rücktritts. Georg von Hertling sprach rückblickend über dieses Ereignis, er habe in Berlin „nur Verwirrung, Ratlosigkeit und Direktionslosigkeit“ gefunden. Die Einigkeit sei nur in einem Gedanken vorhanden gewesen: „Bethmann musste weg, wer nachkommt ist einerlei.“
Der Kanzler selbst schrieb an Eisendecher, er könne ohne Bitterkeit, aber mit Schmerz über das Schauspiel, das Deutschland dem „aufhorchenden Feinde“ biete, seinen Platz räumen. Sein Nachfolger Michaelis, durch die OHL benannt, verhinderte durch die Rücknahme der Konzessionen, u. a. der Wiederherstellung Belgiens, das weitere Gedeihen der päpstlichen Friedensinitiative. Auf Michaelis folgte Graf Hertling, ein konservativer Süddeutscher, den Bethmann Hollweg von Anfang an als seinen Nachfolger gewünscht hatte. Dennoch bekannte Hertling, dass ihm die „sehr weit nach links gerichteten Anschauungen Bethmanns“ zuwiderliefen.
Nachdem im Januar 1918 auch der gemäßigte Kabinettschef von Valentini aus dem Amt gedrängt worden war, schrieb der Reichskanzler, in Berlin werde immer mehr „reaktionärer Chauvinismus Trumpf“. Zu den Friedensverhandlungen in Brest-Litowsk meinte Bethmann Hollweg, der „soldatisch gerechtfertigte Wille zum Sieg“ müsse seine Beschränkung in der „Einsicht des Erreichbaren“ finden. Gleichzeitig zweifelte er am Sinn seiner Ausführungen: „Es ist ja doch in den Wind. Ein abgetakelter und überflüssig gewordener Staatsmann hält am besten das Maul.“
Altkanzler Bethmann Hollweg setzte sich auf seinem Gut Hohenfinow zur Ruhe und widmete sich der Landwirtschaft. Er empfing seine verbliebenen politischen Freunde, wie Adolf von Harnack, Hans Delbrück, Friedrich Meinecke, Wilhelm Solf, Walter Goetz und Ernst Troeltsch. Seinen Lebenswandel bezeichnete er als „etwas dürftig“, auch die politischen Gespräche verschafften ihm keinen mentalen Auftrieb.
Im November 1918 erschütterte die Revolution das Kaiserreich. Der Umsturz, den der Altkanzler als „désastre“ bewertete, veränderte die politische Situation und brachte auch für Bethmann Hollweg neue Erkenntnisse. Das Ergebnis des Weltkrieges hätte ein echter Völkerbund sein sollen, doch jetzt werde nur ein „auf imperialistischen Orgien aufgebauter Scheinbund“ die Folge sein. Vor der Revolution riet er Wilhelm Solf, der zum Leiter der deutschen Außenpolitik aufgestiegen war, die Note Wilsons, die verschleiert die Absetzung der Hohenzollern forderte, nicht zu energisch zu beantworten, damit keine diplomatischen Fäden rissen. Denn ob man wolle oder nicht, man stehe „an der Schwelle einer neuen Zeit und zwar der demokratischen.“

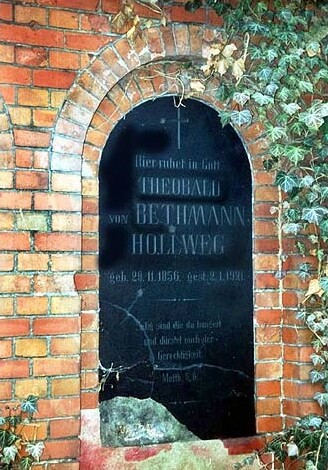
Grabstätte Bethmann Hollwegs in Hohenfinow, Inschrift: „Selig sind, die da hungert und dürstet nach der Gerechtigkeit. Matthäus 5, 6“

1919 sollte Wilhelm II. vor einem Tribunal der Entente verhört werden. Bethmann Hollweg erwies dem Kaiser einen letzten Treuebeweis und bot an, selbst, anstatt des Kaisers vernommen zu werden. Schließlich sei er der politisch Verantwortliche gewesen. Im Mai 1919 erschien zudem der erste Teil seiner Betrachtungen zum Weltkrieg, in dem Bethmann Hollweg die Vorgeschichte des Krieges schilderte. Rückblickend betrachtete Bethmann Hollweg den Anteil Deutschlands am Kriegsbeginn folgendermaßen:

„Wir waren durch 70/71 und durch unsere geographische Mittellage aufs schwerste belastet. Seit dem Regierungsantritt des Kaisers haben wir oft das Gegenteil von dem getan, womit wir die Last hätten erträglich machen können. Freilich hätte sich der Weltimperialismus auch ohne unser Zutun durchgesetzt, und sehr fraglich bleibt, ob wir es selbst bei vernünftigem Auftreten hätten verhindern können, dass sich die natürlichen französischen, russischen und britischen Gegensätze gegen uns zusammenschlossen. Schuld haben wir auf uns geladen, aber nur allseitige und gemeinsame Schuld hat die Weltkatastrophe entstehen lassen können.“

### Tod
Theobald von Bethmann Hollweg starb an einer akuten Lungenentzündung am 2. Januar 1921 und konnte den zweiten Teil seiner Betrachtungen nicht fertigstellen. Auf dem Grabstein des Reichskanzlers, der wie kaum ein anderer mit den Problemen seines Landes gerungen hatte, steht bis heute der selbst gewählte Bibelvers: „Selig sind, die da hungert und dürstet nach der Gerechtigkeit.“

## Wirkung

### Politisches Erbe und historische Beurteilung vor 1945

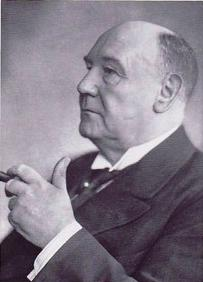
Wilhelm Solf

Bald nach dem Ableben des Reichskanzlers bildete sich um Hans von Seeckt, Walter Simons und Wilhelm Solf der SeSiSo-Club. Dieser pflegte sich bis 1936 am Geburtstag Bethmann Hollwegs zu sogenannten Bethmann-Essen im Hotel Kaiserhof zu treffen, um durch Gespräche und Vorträge das Andenken des Kanzlers zu bewahren. Die Teilnehmer der Bethmann-Abende setzten sich zunächst aus Bethmann Hollwegs ehemaligen Mitarbeitern zusammen. An ihrer Spitze standen Wilhelm Solf, der Ende 1918 kurz Leiter der deutschen Außenpolitik gewesen war, der ehemalige Chef der Reichskanzlei, Arnold Wahnschaffe, und Johann Heinrich von Bernstorff, der als Botschafter in Washington die Friedenspolitik Bethmann Hollwegs unterstützt hatte. Hinzu kamen einige Bethmannsche Verwandte, wie Gerhard von Mutius. Unregelmäßige, aber interessierte Teilnehmer waren u. a. Max Cohen, Paul Rohrbach, Harry Graf Kessler, Ernst von Harnack, Bernhard Lichtenberg, August von Trott zu Solz und Kurt von Hammerstein-Equord. Ein weiterer Teilnehmer eines Bethmann-Abends war Richard Nikolaus Graf von Coudenhove-Kalergi, der Gründer der Paneuropa-Bewegung.
Dieser kleine Kreis von Freunden der Person und der Politik des Reichskanzlers Bethmann Hollweg bildete die einzige Gruppe, die gegen die polemischen Abhandlungen der Alldeutschen, wie die Hans von Liebigs, deutlich Stellung bezogen. Nach dem Tod des Reichskanzlers ging wie schon zu Lebzeiten der Schlagabtausch zwischen dem Bethmann-freundlichen und -feindlichen Lager weiter. Der nach dem Kriegsende endgültig zerbrochene Burgfrieden wurde durch die Situation der Weimarer Republik erst recht in den Hintergrund gerückt. Eine politische Mitte konnte sich unter den immer größer werdenden Klüften nicht bilden. So gelangte auch keiner aus dem Bethmann Hollwegschen Freundeskreis zu größerem Einfluss. Der einzige Politiker, dessen Weltanschauung mit der Bethmann Hollwegs verwandt war, schien Stresemann zu sein. Doch gerade dieser hatte als nationalliberaler Abgeordneter gegen Bethmann Hollweg gewettert. Matthias Erzberger und Walther Rathenau fielen dagegen bald den Mordanschlägen rechtsgerichteter Täter zum Opfer.
Die Sichtweise der Wissenschaft auf Bethmann Hollweg war ebenfalls geprägt durch Verdammung von links und rechts. Dennoch mussten viele, die ihm zu seiner Amtszeit kritisch gegenüberstanden, ihm im Rückblick Anerkennung entgegenbringen.
Adolf Hitler bedachte die Persönlichkeit des Reichskanzlers in seinem Buch Mein Kampf mit feindseliger Aufmerksamkeit. Hitler beklagte die „elende Haltung und Schwäche dieses philosophierenden Schwächlings“. Seine Reichstagsreden nannte er ein „hilfloses Gestammel“. Tirpitz verurteilte im Zusammenhang mit Bethmann Hollwegs Ausgleichspolitik die „Hinneigung unserer Intellektuellen zur westlichen Kultur“.
Die Gedanken des Widerstands gegen den Nationalsozialismus standen zu weiten Teilen den Überlegungen Bethmann Hollwegs von Erneuerung und „Neuorientierung“ nahe. Angehörige des SeSiSo-Clubs, wie Albrecht Graf von Bernstorff, Arthur Zarden und Wilhelm Staehle, beteiligten sich an Treffen des Solf-Kreises, der sich um die Ehefrau Wilhelm Solfs, Hanna Solf, gebildet hatte. Einige waren in die Pläne um den 20. Juli 1944 eingeweiht. Der Kreisauer Kreis um Helmuth James Graf von Moltke berief sich in seinen Visionen auf Bethmann Hollweg.
An den Folgen des Ersten Weltkriegs, den auch Bethmann Hollweg nicht hatte verhindern können, leidet die Welt zum Teil noch heute. (siehe auch: Urkatastrophe des 20. Jahrhunderts) Das Scheitern der preußischen Wahlrechtsreform blieb ebenfalls nicht folgenlos. Ein Historiker in der Weimarer Republik schrieb: „Es genügt eben nicht, das Beste gewollt zu haben. […] In der Politik genügt nur, das Beste auch getan zu haben. Und das eben ist Bethmann Hollweg dem deutschen Volk schuldig geblieben. Als er, zu spät, beginnen wollte, fiel er.“
Dennoch wirkte und wirkt die Amtszeit Bethmann Hollwegs nach. Sein Einfluss auf gesellschaftliche Gruppen der Weimarer Republik und die Widerstandsbewegung des Nationalsozialismus zeigen, dass er doch mehr als nur ein „gescheiterter Politiker“ gewesen sein muss.
Der Umgang Bethmann Hollwegs mit der Sozialdemokratie beeinflusste den Verlauf der Geschichte der SPD. Durch den Burgfrieden wurde die SPD auch für weite Teile des Bürgertums „wählbar“ und konnte als Volkspartei großen Einfluss auf die Verfassung der Weimarer Republik wie auch auf die der Bundesrepublik Deutschland ausüben. Ohne die Initiative des Reichskanzlers, die SPD in das politische System zu integrieren, wäre die Entwicklung der SPD hin zur bürgerlichen Volkspartei links der Mitte nach Ansicht des Historikers Eberhard von Vietsch erschwert gewesen.
Bethmann Hollwegs innenpolitische Gegner warfen ihm vor, ein „Flaumacher“ zu sein, der mit einem „faulen Frieden“ das „Volk um die Früchte des Sieges“ betrügen wolle. Diese Einschätzung bewahrten nationale Parteien in der Weimarer Republik, bis sie mit dem Sieg der NSDAP schließlich offiziell wurde. Später, nach 1945, wurde Bethmann Hollweg als „Kanzler ohne Eigenschaften“, als „unentschlossener, an sich selbst zweifelnder Hamlet“ betrachtet.

### Historische Beurteilung nach 1945
Das politische Erbe Bethmann Hollwegs fiel im Zuge des Zweiten Weltkriegs, der auch die Zerstörung des größten Teils des bethmannschen Nachlasses brachte, und der Geschichtspolitik der DDR dem Vergessen anheim. Erst die Fischer-Kontroverse brachte Bethmann Hollweg wieder in den Fokus der Öffentlichkeit. Dabei wurde der alte Konflikt um den Reichskanzler auch in der Wissenschaft ausgetragen. Der Bethmann-Hollweg-Biograph von Vietsch sieht im Hinblick auf das politische Erbe des Kanzlers Analogien in den Weltanschauungen Bethmann Hollwegs und John F. Kennedys. Beide hätten sich für das „Ideal der Gerechtigkeit“ eingesetzt, zur „Vereinigung von Freiheit und Ordnung“.
Bei der Beurteilung der Person Bethmann Hollwegs durch die deutsche Geschichtsschreibung wechselte laut Imanuel Geiss das deutsche Geschichtsbild im Laufe der Zeit. „Aus der guten, starken OHL unter Ludendorff und dem bösen, schwachen Bethmann Hollweg wurde der gutmütige Philosoph von Hohenfinow und der böse Ludendorff“. Bethmann Hollweg und die Mehrheitsparteien der Friedensresolution wurden von konservativen Historikern „zu Vertretern eines besseren Deutschland umstilisiert, während Ludendorff und die Alldeutschen nun als kleine, unverantwortliche Clique nationalistischer Größenwahnsinniger abqualifiziert wurden“.
„Kriegsziele für sich in seiner Eigenschaft als Reichskanzler grundsätzlich abzulehnen“, meinte Fritz Fischer, „würde soviel gewesen sein, als vom Papst zu verlangen, dass er sich zum Protestantismus bekehre“. Bethmann Hollweg war also nicht grundsätzlich gegen Kriegsziele, wie das Septemberprogramm zeigt; nur bedingte seine realistischere Einschätzung der militärischen Lage und des weit größeren wirtschaftlichen und militärischen Potentials der Gegner auch realistischere Kriegszielforderungen. Für ihn blieb die Politik, wie er in einem Brief an Hindenburg betonte, immer die „Kunst des Erreichbaren“ (4. Januar 1917).
Egmont Zechlin spricht der Regierung Bethmann Hollweg die Verfolgung tatsächlicher Kriegsziele gänzlich ab, weil seines Erachtens zielbewusste Planung, politische Aktivität, Eigeninitiative, Ernsthaftigkeit und Endgültigkeit für die Erörterung von Kriegszielen nicht vorhanden gewesen seien. Dass die Kriegsziele Bethmann Hollwegs im Vergleich zu den Alldeutschen insgesamt gemäßigter waren, wird in der Geschichtswissenschaft nicht bezweifelt. Dennoch hätten nach Geiss auch sie „eine für Europa und die Welt schlechterdings unerträgliche deutsche Hegemonie auf dem Kontinent etabliert. Sie waren nur eine weniger schrille Variation des gleichen Themas“.
Die am weitesten gefassten Ziele strebte Bethmann Hollweg, aufgrund seiner „Russophobie“, im Osten bei seiner Randstaatenpolitik an. Am 11. August 1915 schrieb er an den Kaiser:

„Wenn die Entwicklung der militärischen Ereignisse und der Vorgänge in Russland selbst, eine Zurückdrängung des Moskowiterreiches nach Osten unter Absplitterung seiner westlichen Landesteile ermöglichen sollten, so wäre uns mit der Befreiung von diesem Alp im Osten gewiss ein erstrebenswertes Ziel geboten, welches die Opfer und außerordentlichen Anstrengungen dieses Krieges wert wäre.“

Bei den Sonderfriedensverhandlungen mit Russland stellte er aber, ebenso wie Jagow, seine Russophobie in den Hintergrund.
Auch der Bethmann-Hollweg-Biograf Eberhard von Vietsch gibt zu, dass „die Einsicht in die Problematik von Annexionen jeden Umfangs gewiss mit der sich für Deutschland verschlechternden militärischen Lage zusammenhing“. Wenn Deutschland stark genug gewesen wäre, hätte er nichts gegen große Ziele gehabt; aber die Stärke des Reiches würde durch deren vorzeitige Proklamierung nicht wachsen. Die wilden Forderungen der Annexionisten würden sogar einen Teil der Verantwortung für die Verlängerung des Krieges tragen.
Seine relative Mäßigung, mit unverbindlichen Formulierungen bei allen Kriegszielforderungen, steht aber auch im Zusammenhang mit seiner Burgfriedenspolitik mit den Sozialdemokraten. Bethmann Hollweg, gefangen zwischen den wilhelminischen Eliten und dem latenten Pazifismus der Massen, musste einen „Mittelweg“ suchen und die „Fiktion der Selbstverteidigung“ aufrechterhalten. Im Zeichen des inneren Burgfriedens glaubte er, „zwischen den verrücktesten Forderungen der Alldeutschen und den vernünftigsten der Sozialdemokraten eine Diagonale ziehen zu müssen“. Aber diese „Diagonale“ (für ihn selbst ein Mittelweg zwischen „Annexionismus“ und „Defätismus“), die Unversöhnliches versöhnen wollte, war in der Realität nicht möglich, und so schwankte er, ohne sich klar festzulegen.
Selbst wenn, wie oft behauptet wird, Bethmann Hollweg einen Frieden nicht an den Kriegszielen hätte scheitern lassen, hätte er sich innenpolitisch kaum damit durchgesetzt. „Mit seinem Entschluss, dem Volk den vollen Ernst der Lage zu verheimlichen und ihm eher noch neuen Optimismus zu suggerieren, beraubte der Kanzler sich selbst der Mittel, um die Kriegserwartungen wirkungsvoll zu dämpfen und das Land zielstrebig auf einen bescheidenen Frieden hinzuführen“.
Für Bethmann Hollweg war ein „magerer Frieden“ im Inneren nur durchzusetzen, „wenn die Militärs dies für richtig und notwendig erklären“, weil sie einen entscheidenden Sieg für ausgeschlossen halten und daher raten, den Kampf nicht mehr fortzusetzen. Die allgemeine Einschätzung ging dahin, dass Hindenburg mit dem Frieden einverstanden sein musste: „Ihm würde das Volk glauben, wenn er sagt: das und nicht mehr war zu erreichen“ (Hugo Lerchenfeld); – „der Frieden musste von der Firma Hindenburg-Ludendorff gemacht werden“ (Wilhelm Groener). Die Durchsetzung der Bestellung Hindenburgs zum Oberbefehlshaber hat Bethmann Hollweg, so Janßens These, angestrebt, weil er ihn als Schutzschild für einen Verständigungsfrieden brauchte und damit Kaiser und Regierung vor den Forderungen der Alldeutschen geschützt waren. Dabei widmete er der Tatsache, dass hinter Hindenburg Ludendorff stand, keine Aufmerksamkeit. Letzterer hatte schon bald verkündet, „dass der Feldmarschall sein Wort für einen faulen Frieden nicht einlegen wird“.
Fritz Fischer registrierte, dass sich bei Bethmann Hollwegs „Politik der Diagonale“ die „Resultante im Bethmannschen Parallelogramm der Kräfte stets der stärkeren Seite zuneigen musste“, der Fehler sozusagen systemimmanent gewesen sei. Bethmann Hollweg war gleichsam der Vollstrecker der inneren Strukturen des Reiches. Er erkannte zwar die Fehler der Militärs, musste ihren Pressionen aber letztlich trotz seiner eigenen fortschrittlichen Meinung nachgeben.
Fischer zeichnete ihn als jemanden, der vielleicht selbst zu gemäßigten Einsichten gelangen mochte, aber doch zu einer Politik der Stärke gezwungen war, um sich politisch zu halten. Denn ein zu weit gehender Abstrich von den Kriegszielen hätte, bei der Abhängigkeit vom Kaiser, von der Kriegszielmehrheit des Reichstags bis Mitte 1917, vom Militär und der Marine sowie der öffentlichen Meinung, jederzeit zum Sturz des Kanzlers geführt. Fischer interessierte nicht die subjektive Befindlichkeit Bethmann Hollwegs, ihm ging „es um den objektiven Befund der Politik eines unter Systemzwang stehenden Politikers. Das System aber unternahm es, nach der Weltmacht zu greifen“.
Eine positive Würdigung erfuhr Bethmann Hollweg hingegen durch Gerhard Ritter, der als der große Gegenspieler Fritz Fischers bei der Beurteilung der Frage der deutschen Kriegsschuld galt. Besonders in den letzten beiden Bänden seines vierbändigen Alterswerkes „Staatskunst und Kriegshandwerk“ (erschienen 1954–1968) schildert Ritter Bethmann Hollweg als einen Politiker, dessen „gute Staatskunst“ in einem angeblichen Gegensatz zum „bösen Kriegshandwerk“ von Ludendorff stand.

### Sonstige Würdigungen
In Hohenfinow erinnert heute nur noch das verwitterte und teilweise zerstörte Grab des Reichskanzlers an den Sohn des Ortes (Abbildung siehe oben). Er ist der einzige Reichskanzler des Deutschen Kaiserreichs, nach dem keine Straße benannt wurde. Im Juli 2021 gibt es in Frankfurt-Oberrad eine nach ihm benannte Straße.

## Ehrung
Nach seinem Dienstende als Oberpräsident der Provinz Brandenburg wurde er am 28. April 1905 Ehrenbürger der Residenzstadt Potsdam.

## Werke (Auswahl)
Monographien
- Englands Schuld am Weltkrieg. Rede des deutschen Reichskanzlers am 19. August 1915 und die anschließende Auseinandersetzung mit Sir Edward Grey, zusammengestellt in amtlichen Aktenstücken (= Volksschriften zum Großen Krieg. Bd. 54/55, ZDB-ID 342905-2). Verlag des Evangelischen Bundes, Berlin 1915.
- Italiens Treubruch. Reichstagsrede des deutschen Reichskanzlers wegen der Kriegserklärung Italiens an Österreich-Ungarn. Rieck, Delmenhorst 1915.
- Speech – delivered in the Reichstag on Dec. 2nd, 1914 (= War tracts, No. 6). Deutsch-Amerikanischer Wirtschaftsverband, Berlin 1915.
- Zehn Jahre Ententepolitik. Zur Vorgeschichte des Krieges. Rede des deutschen Reichskanzlers vom 19. August 1915. Stilke, Berlin 1915 (In französischer Sprache: Dix Années de politique d’entente. Ebenda 1915; in englischer Sprache: The Triple Entente. Ten Years of its Policy. Preuß, Berlin 1915, Digitalisierte Ausgabe der Universitäts- und Landesbibliothek Düsseldorf).
- Das Friedensangebot Deutschlands. Kaiserliche Order an Heer u. Flotte und Rede des Deutschen Reichskanzlers im Deutschen Reichstage am 12. Dezember 1916. Reimar Hobbing, Berlin 1916.
- Wer ist schuld am Kriege? Rede des Deutschen Reichskanzlers im Hauptausschusse des Deutschen Reichstages am 9. November 1916. Hobbing, Berlin 1916 (In französischer Sprache: Les Origines de la Guerre et l’avenir de l’Europe. Frankfurter, Lausanne 1917).
- Die Kanzlerrede vom 27. Februar 1917. Elsner, Berlin 1917.
- Betrachtungen zum Weltkriege. 2 Bände, Hobbing, Berlin 1919–1921.
  - Bd. 1: Vor dem Kriege. (Digitalisat)
  - Bd. 2: Während des Krieges. (Digitalisat)
- Friedensangebot und U-Boot-Krieg. Wortlaut der Aussage des früheren Reichskanzlers im Untersuchungsausschuß. Hobbing, Berlin 1919. (Digitalisat)

Sammlungen
- Die Reichstagsreden des Kanzlers und des Schatzsekretärs zum Weltkrieg: An das deutsche Volk. 7 Reden. Heymann, Berlin 1915.
- Reichstags-Reden. (a) Reichskanzler Dr. v. Bethmann-Hollweg über die politische und militaerische Lage, (b) Staatssekretaer des Reichs-Schatzamts Dr. Helfferich über die finanzielle Lage, (c) Staatssekretaer des Reichsamts des Innern Dr. Delbrück über die wirtschaftliche Lage. August 1915. Kriegs-Zeitung, Laon 1915.
- Seven War-Speeches by the German Chanceller 1914–1916. Orell Füssli, Zürich 1916.
- Sechs Kriegsreden des Reichskanzlers. Hobbing, Berlin 1916.
- Bethmann Hollwegs Kriegsreden. Herausgegeben und eingeleitet von Friedrich Thimme. Deutsche Verlags-Anstalt, Stuttgart u. a. 1919. (Digitalisat)

## Film und Fernsehen
- In Dieter Meichsners Fernsehspiel Novemberverbrecher von 1968 wird von Bethmann Hollweg von Otto Graf dargestellt.